# L'Unità
l'Unità è un quotidiano politico italiano, fondato il 12 febbraio 1924 da Antonio Gramsci. Storico quotidiano comunista italiano e giornale del PCI, successivamente ha abbracciato gradualmente posizioni più moderate e riformiste in seguito alle evoluzioni del partito di riferimento, spostandosi progressivamente su posizioni socialiste democratiche e socialdemocratiche.
Durante il periodo della segreteria Renzi, il giornale si era spostato su posizioni socio-liberali, salvo poi, in seguito alla riapertura nel 2023, tornare ad assumere posizioni socialdemocratiche. A partire dal 2000 il giornale ha sospeso le pubblicazioni in tre occasioni, per poi tornare ogni volta in edicola grazie a nuovi editori.
Fondato come organo ufficiale del Partito Comunista Italiano (1924-1991), in seguito lo è stato anche dei partiti suoi successori: Partito Democratico della Sinistra (1991-1998), Democratici di Sinistra (1998-2007), Partito Democratico (2015-2017).

## Storia

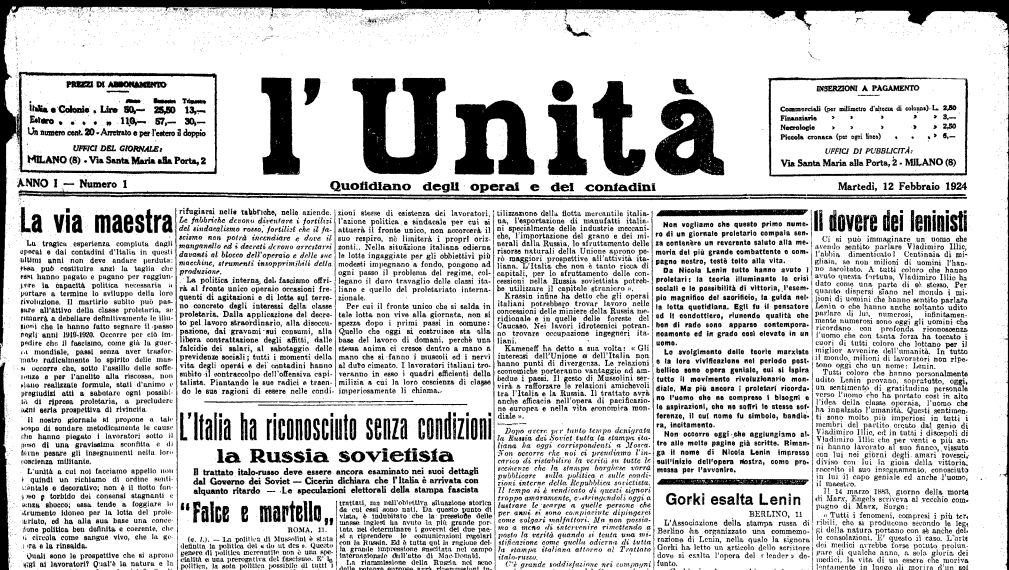
La prima pagina de L'Unità del 12 febbraio 1924

### Nascita del quotidiano
I primi numeri de l'Unità - Quotidiano degli operai e dei contadini sono stampati a Milano, su una proposta di Antonio Gramsci fatta il 12 settembre 1923 al Comitato Esecutivo del Partito Comunista d'Italia. La prima sede de l'Unità era in Via Santa Maria alla Porta nei pressi di Corso Magenta.
(Antonio Gramsci, lettera per la fondazione de l'Unità, 12 settembre 1923)
Il giornale ha una tiratura media di 20 000 copie e giunge alle 34 000 copie nelle settimane successive al delitto Matteotti.
Il 4 gennaio 1925, con l'inizio dei poteri dittatoriali di Benito Mussolini e con il suo discorso del giorno precedente, il quotidiano uscì con questo titolo dato che era stato sequestrato per un giorno dal prefetto della provincia di Milano Vincenzo Pericoli:
Inoltre la notizia del sequestro del giorno prima:
A quasi tre anni dall'apertura, con 261 numeri pubblicati, in seguito al fallito attentato contro Mussolini da parte del quindicenne Anteo Zamboni, avvenuto il 31 ottobre 1926, il regime fascista reprime ogni opposizione rimasta e il successivo 8 novembre la distribuzione del giornale viene sospesa dal prefetto di Milano Vincenzo Pericoli, congiuntamente all'organo del Partito Socialista Italiano, l'Avanti!. L'ultimo numero de l'Unità esce con la notizia del sequestro con uno scarno comunicato:
Il Prefetto della provincia di Milano ha ieri ordinato il sequestro del nostro giornale con la seguente motivazione:
 
"Considerato tutto il suo complesso è tale da eccitare gli animi con pericolo di turbamento dell'ordine pubblico decreta" ecc. ecc.

Il sequestro è avvenuto in macchina.»

### Gli anni della clandestinità

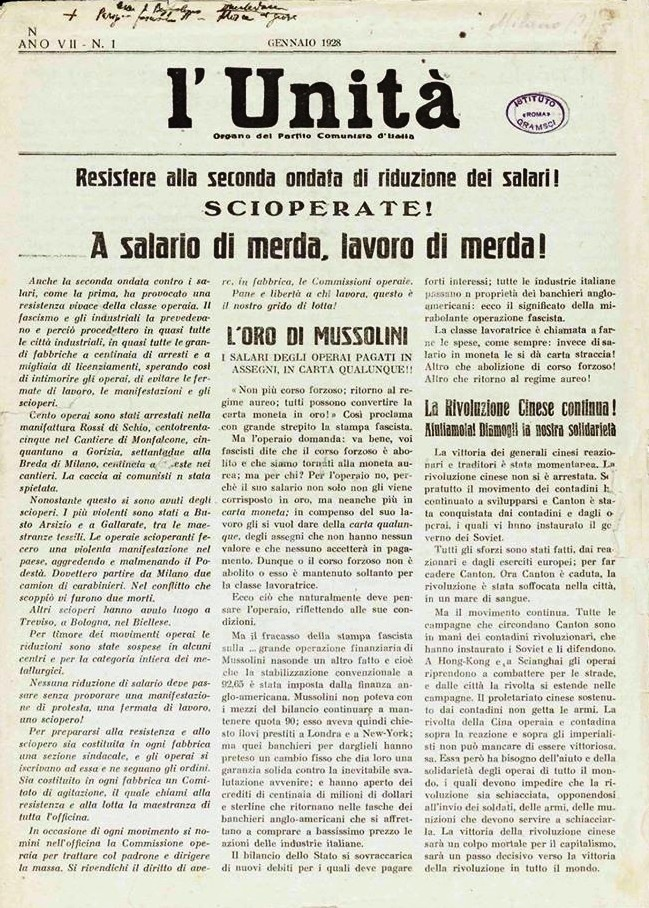
La prima pagina de L'Unità nel gennaio 1928

Il 27 agosto 1927 esce il primo numero dell'edizione clandestina del giornale dopo solo sette mesi dalla chiusura, la sede è a Lilla (Francia) in 40, Rue d'Austerlitz grazie al nuovo direttore, l'avvocato Riccardo Ravagnan.
In seguito verrà pubblicato anche in Italia a Torino, Milano, Roma.
Il 1º luglio 1942 l'Unità ritorna in Italia, seppure in clandestinità. La diffusione clandestina de l'Unità prosegue per tutta la seconda guerra mondiale e con l'arrivo degli alleati dal 6 giugno 1944 riprende a Roma la pubblicazione ufficiale del giornale. Il nuovo direttore è Celeste Negarville.

### La ricostruzione

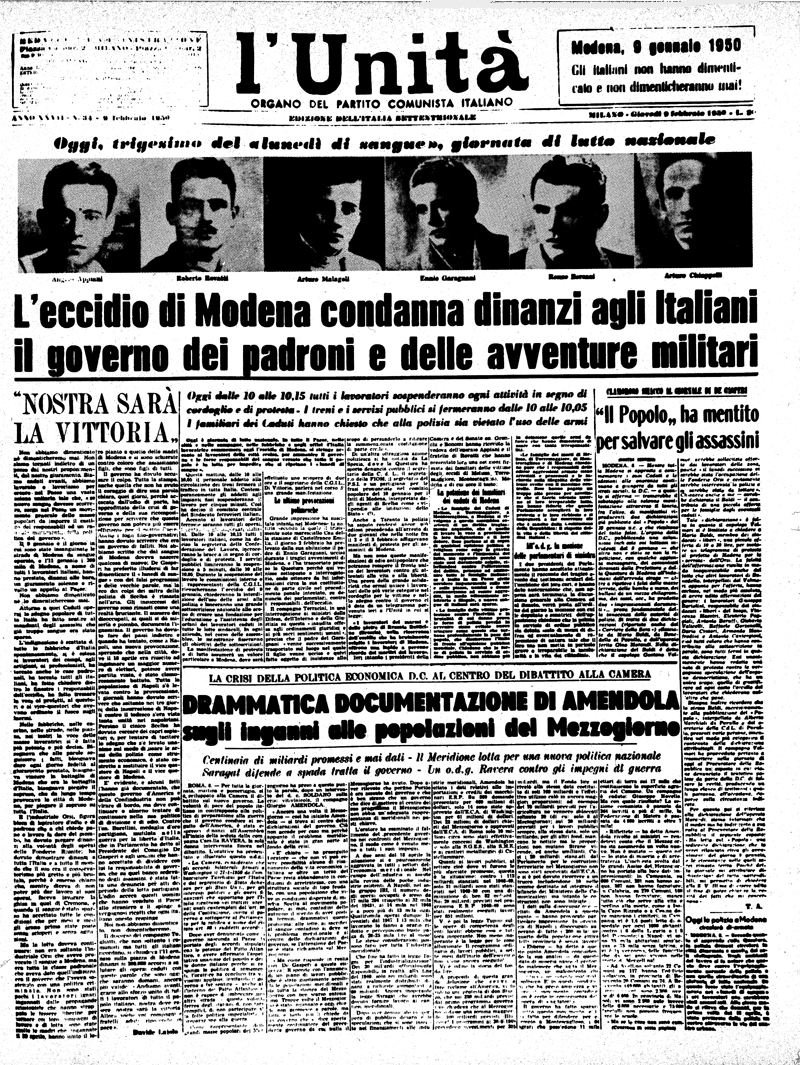
La prima pagina de L'Unità del 9 febbraio 1950

Il 2 gennaio 1945 il giornale esce dalla clandestinità dopo quasi vent'anni e sposta la sua sede in via IV Novembre a Roma, nella parte d'Italia da poco liberata dagli Alleati, e il nuovo direttore è Velio Spano, iscritto al PCI da vent'anni e combattente partigiano e direttore dell'edizione meridionale del quotidiano.
Dopo la Liberazione, escono nel 1945 l'edizione genovese, quella milanese e quella torinese. Nei primi mesi del 1945 i responsabili dell'edizione di Torino del quotidiano sono Ludovico Geymonat e Amedeo Ugolini; tra i collaboratori del quotidiano ci sono Davide Lajolo, Ada Gobetti, Cesare Pavese, Italo Calvino, Elio Vittorini, Aldo Tortorella, Paolo Spriano, Luigi Cavallo, Augusto Monti, Massimo Mila, Raimondo Luraghi, Massimo Rendina, Raf Vallone, Armando Crispino.
Nel 1945 si tiene a Mariano Comense la prima festa di diffusione del quotidiano, la Festa de l'Unità. Il giornale crea una vasta rete di diffusione casa per casa della sua edizione domenicale; nei giorni "speciali" (25 aprile, 1º maggio) la tiratura supera il milione di copie.
Visto il giornale l'Unità in data 3 gennaio 1925 N. 3, edito in Milano dalla Tipografia "Stige" sita in via Settala 22;

Ritenuto che detto giornale pubblica diverse notizie di pura cronaca e sport mettendo in sarcastico rilievo che esse sono tratte da altri giornali che non sono stati sequestrati;

Ritenuto che ciò, dato i noti precedenti del giornale, ha condotto una violenta denigratoria campagna contro l'attuale ordinamento, costituisce evidente provocazione, e negli attuali momenti pericolo di reazione e conseguente turbamento dell'ordine pubblico:

Visto gli art. 4 del R.D. 15-7-1923 n. 3288 e R.D. 10-7-1924 n. 1081;
il sequestro del giornale l'Unità in data 3 gennaio 1925 N. 3 edito in Milano dalla Tipografia "Stige".

Il signor Questore di Milano è incaricato dell'esecuzione del presente decreto da notificarsi per iscritto all'interessato.
Milano, lì 3-1-1925
Il Prefetto: f.to Pericoli

### Gli anni di Togliatti e Longo
Dal 1º agosto 1957 si fondono le edizioni de l'Unità di Genova, Torino e Milano dando origine a un'unica edizione per l'Italia settentrionale. A partire dal 9 marzo 1962 vengono unificate le direzioni di Roma e di Milano; il direttore è Mario Alicata, mentre condirettori sono Aldo Tortorella per l'edizione settentrionale e Luigi Pintor per quella centro-meridionale. Dopo la scomparsa di Mario Alicata nel 1966, la direzione del giornale è affidata a Maurizio Ferrara.
Nel 1969 i membri del comitato centrale del PCI Lucio Magri, Luigi Pintor e Rossana Rossanda sono espulsi dal partito e nel 1971 trasformano in quotidiano il mensile Il manifesto: l'Unità in un suo articolo pone polemicamente l'interrogativo Chi vi paga?. Dal 1967 l'ex-deputato della Democrazia Cristiana Mario Melloni diviene corsivista de l'Unità e viene ricordato per i suoi interventi graffianti e satirici firmati con lo pseudonimo di Fortebraccio.

### Anni di piombo

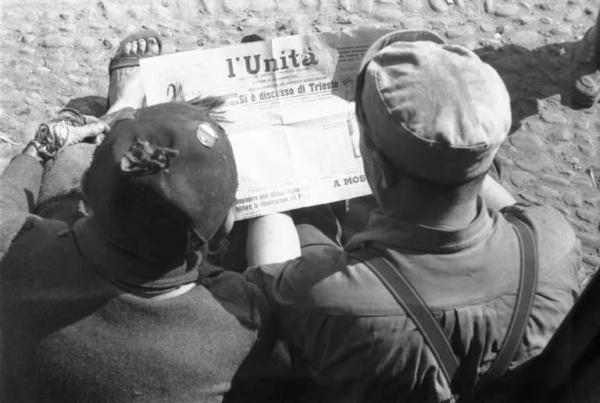
Milano, operai leggono il quotidiano, fotografia di Federico Patellani

Nel 1974 la tiratura de l'Unità è di 239 000 copie giornaliere. Nel 1975 Pier Paolo Pasolini spiega dalle colonne del quotidiano il suo voto al PCI per le elezioni regionali.
Il 18 settembre 1977 il redattore de l'Unità Nino Ferrero viene ferito a Torino da un attentato di Azione Rivoluzionaria. Nei giorni del rapimento di Aldo Moro del 1978 l'Unità condanna duramente le Brigate Rosse, definite "nemici della democrazia", e proclama lo sciopero generale.

### Gli anni del riflusso
Nei primi anni ottanta, periodo del cosiddetto riflusso, il giornale ha una forte flessione di vendite: si passa dai 100 milioni di copie annue del 1981 ai 60 milioni del 1982. Il 17 marzo 1982 l'Unità accusa il ministro democristiano Vincenzo Scotti di collusioni con la Nuova Camorra Organizzata di Raffaele Cutolo. Il documento che denuncia i membri del governo (fornito dai servizi segreti), però, si rivela falso: è il caso Maresca; il direttore Claudio Petruccioli deve dimettersi e al suo posto viene nominato Emanuele Macaluso.
Con Macaluso, nel 1986, si dà il via libera all'allegato Tango, settimanale satirico che creerà non poche frizioni fra il quotidiano e il PCI, ma aiuterà il giornale a risalire nelle vendite. Nel 1988 Tango chiude e un paio di mesi dopo (1989) viene sostituito da Cuore a cura di Michele Serra. Dal 1991 Cuore diverrà settimanale a sé.

### Dal PCI al PDS
La prima pagina de l'Unità dell'11 novembre 1989, il giorno seguente alla caduta del Muro di Berlino, si apre con Il giorno più bello d'Europa. Il direttore del giornale è Massimo D'Alema, che nel luglio 1990 lascia l'incarico a Renzo Foa, primo direttore giornalista del foglio, e non quindi dirigente di partito. Nel 1991 l'Unità cambia sottotitolo, da "organo del Partito Comunista Italiano" a "Giornale fondato da Antonio Gramsci". La tiratura è di circa 156 000 copie al giorno.

### La svolta Veltroni
Dal 1992 al 1996 la direzione è affidata a Walter Veltroni, che rilancia il giornale come luogo di dibattito del centrosinistra e dà il via a una serie di iniziative editoriali abbinate al quotidiano: supplementi a pagamento come audiocassette, videocassette di film rari e fuori catalogo, album completi delle figurine Panini, e decine di libri – saggistica, poesia, ma soprattutto narrativa – in collaborazione con Einaudi, Arnoldo Mondadori Editore (per i gialli), Sellerio (Sciascia), Editrice Il Castoro (per il cinema) e altri editori.
Il 25 gennaio 1994 nasce l'Unità 2, quotidiano di cultura e spettacoli, che durerà fino al 18 settembre 1998. Al prodotto lavorano il condirettore Piero Sansonetti insieme con il redattore capo Pietro Spataro, Alberto Cortese, Roberto Roscani. Un anno dopo l'Unità è il primo quotidiano nazionale in Italia ad aprire un proprio spazio su Internet (www.mclink.it/unita).
Veltroni fu l'ultimo direttore “politico” del quotidiano: nessuno dei successori fu parlamentare durante l'incarico, quindi con lui terminò la prassi dell'Unità – e di tanti giornali di partito – dei due direttori, quello d'indirizzo e quello responsabile davanti alla legge.

### Crisi e chiusura
Nel 1997 prende il via il processo di "privatizzazione" che permette agli imprenditori Alfio Marchini e Giampaolo Angelucci di entrare nel giornale. In conseguenza di ciò, nel gennaio 1998 viene chiamato a dirigere il giornale l'editorialista de la Repubblica Mino Fuccillo, cioè un esterno. L'operazione durerà appena 7 mesi e in agosto arriva il vicedirettore de Il Messaggero Paolo Gambescia. Le vendite crollano a 60 000 copie e a gennaio 1999 si decide l'immediata chiusura delle redazioni di Bologna e Firenze. La situazione si fa drammatica proprio paradossalmente quando per la prima volta il PDS è al governo ed esprime come presidente del consiglio un ex direttore de l'Unità, Massimo D'Alema: inevitabili gli scioperi e le manifestazioni sotto palazzo Chigi.
Nel 1998, per salvare il posto di lavoro, 123 giornalisti si autoriducono lo stipendio. Nel settembre 1999 viene richiamato Giuseppe Caldarola, già direttore dal 1996 al 1998, ma il quotidiano continua a perdere copie e nel giugno del 2000 si scende sotto le cinquantamila copie. Il 13 luglio 2000 il quotidiano è in liquidazione e si tenta una disperata rinascita con l'editore Alessandro Dalai (Baldini & Castoldi), ma non se ne fa nulla e il 28 luglio 2000 il quotidiano cessa le pubblicazioni. In quel periodo il quotidiano arriva a tirare circa 28 000 copie. Il giorno della chiusura la notizia rimbalzò su tutti i mezzi di comunicazione mentre in edicola c'era l'ultimo numero.
La ripresa delle pubblicazioni grazie alla cordata di finanziatori guidata da Alessandro Dalai fu solo un'ipotesi. La chiusura del giornale, che Michele Serra definì quasi un "delitto perfetto" sulla prima pagina de la Repubblica non riguardò solo il giornalismo e la politica nazionale. Il quotidiano è stato uno dei protagonisti della cultura italiana del Novecento e ha ospitato sulle sue pagine gli interventi di intellettuali italiani e stranieri di primo piano, tra cui Pier Paolo Pasolini, Elio Vittorini, Salvatore Quasimodo, Italo Calvino, Massimo Bontempelli, Cesare Pavese, Alfonso Gatto, Paul Éluard, Louis Aragon, Federico García Lorca ed Ernest Hemingway. Dal 29 luglio al 23 agosto 2000 l'Unità esce solo on-line.
Il 24 agosto 2000 l'Unità è chiusa.

### La rinascita (2001)
Nel gennaio 2001 un gruppo di imprenditori coordinati da Dalai si organizza come Nuova Iniziativa Editoriale, rileva la storica testata e l'Unità torna in edicola il 28 marzo 2001, e si decide di far dirigere la testata a Furio Colombo, coadiuvato da Antonio Padellaro e da Pietro Spataro che è il vicedirettore de l'Unità e garantisce una sorta di continuità. Dal 27 dicembre 2004 direttore de l'Unità è Antonio Padellaro, a seguito di una forte polemica che ha coinvolto Furio Colombo e che ha visto la proprietà costretta a chiederne le dimissioni. Vicedirettore vicario è Pietro Spataro. L'altro vicedirettore è Rinaldo Gianola.
La tiratura del 25 agosto 2006 è stata di 131 856 copie. A fine 2007 incomincia ad affacciarsi seriamente l'ipotesi di acquisto del quotidiano da parte della Tosinvest, società legata alla famiglia Angelucci, editrice di Libero e del Riformista. Nonostante il parere fortemente critico della redazione del quotidiano, la trattativa è stata a lungo a un passo dall'essere conclusa, ma poi è sfumata. Un altro imprenditore interessato era Francesco Di Stefano (da tempo impegnato nella battaglia giudiziaria per Europa 7).

### L'acquisto da parte di Soru
Il 20 maggio 2008 Marialina Marcucci, presidente di Nuova Iniziativa Editoriale, annuncia che la testata fondata su proposta del sardo Gramsci è stata acquistata dal sardo Renato Soru, allora presidente della Regione Sardegna e patron di Tiscali. Il contratto di acquisto è firmato il 5 giugno 2008 ed è seguito il giorno successivo dall'assemblea dei soci. Il comitato di redazione commenta favorevolmente: «In tutti questi mesi ci siamo battuti perché i nuovi assetti de l'Unità fossero coerenti con la sua storia e il suo radicamento e garantissero prospettive di sviluppo certo al giornale. La soluzione che si è determinata risponde a queste richieste e ci soddisfa appieno». Il 22 agosto la direzione del giornale è affidata dalla nuova proprietà a Concita De Gregorio, che lascia la Repubblica, firmando il suo primo numero lunedì 25 agosto 2008. Il 25 ottobre 2008 il giornale cambia formato, riducendo drasticamente le dimensioni delle pagine, fino a diventare metà tabloid.
La campagna pubblicitaria che annunciava questa rivoluzione grafica, curata da Oliviero Toscani, ricalca una nota immagine dello stesso autore, creata nel 1973 per i jeans Jesus e raffigura il sedere di una ragazza in minigonna con in tasca una copia del giornale. l'Unità diventa pian piano un quotidiano generalista dando molto spazio alla cultura, allo spettacolo e allo sport, arricchendosi di firme prestigiose. La rivoluzione editoriale continua l'11 novembre 2008 anche sul web, con modifiche al sito del giornale. A maggio 2009, a parere del comitato di redazione, il destino del quotidiano è a rischio.

### Dal 2011 al 2014 e la liquidazione
Il 7 luglio 2011 Concita De Gregorio torna alla Repubblica: la sua gestione è giudicata negativamente da una giornalista sulla base dei dati reali di vendita (un calo da 60 000 a 35 000 copie vendute). Diventa direttore Claudio Sardo, proveniente dal Messaggero. L'Unità assiste ad alcuni cambiamenti: a partire dal febbraio del 2012 chiunque può creare un blog personale sul sito del giornale nella sezione ComUnità (la community de l'Unità). A inizio maggio viene annunciata la modifica del formato della testata: a partire dal 7 maggio, giorno in cui i giornali annunciano la vittoria di François Hollande alle elezioni presidenziali francesi, l'Unità esce in edicola in formato berlinese. A partire dal 12 maggio il quotidiano è presente in edicola ogni sabato col settimanale left, con il quale era già uscito tempo prima con due numeri a scopo promozionale. Le vendite continueranno a scendere anche nel resto dell'anno, durante il quale il PD acquista una piccola quota dell'azionariato del quotidiano.
A partire dal giugno 2012, Soru inizia a vendere il suo pacchetto azionario nella NIE, scendendo progressivamente dal 98% al 5%.
Il 17 ottobre 2013 Luca Landò, vicedirettore dal 2001 e responsabile dell'edizione web, subentra a Sardo nella direzione del quotidiano, che rimane nel giornale come editorialista. L'11 giugno 2014 la proprietà annuncia di aver messo in liquidazione la casa editrice del quotidiano, a rischio fallimento, per fine luglio.
Dal 1º agosto 2014, a causa della grave situazione debitoria, cessano le pubblicazioni del quotidiano l'Unità. Il numero di mercoledì 30 luglio 2014 esce in bianco e si fermano gli aggiornamenti del sito internet.
Il 1º agosto 2014 Nuova Iniziativa Editoriale s.p.a. in Liquidazione - società proprietaria de l'Unità - ha proposto domanda di concordato preventivo avanti al Tribunale di Roma – sezione fallimentare, che con provvedimento del 26 settembre ha nominato giudice delegato la dr.ssa Luisa De Renzis e commissario giudiziale il prof. avv. Antonio Maria Leozappa.
L'insolvenza del quotidiano l'Unità si è tradotta in una massa di debiti per 125 milioni di euro con le banche creditrici, di cui 107 già versati dallo Stato in base alla Legge 11 luglio 1998, n. 224, varata dal governo Prodi, che ha introdotto la garanzia statale sull'esposizione dei giornali di partito. La Presidenza del Consiglio prima di versare il denaro alle banche ha provato a rivalersi sul patrimonio immobiliare del Partito Democratico, ma senza successo.

### La seconda rinascita (2015-2016)
Il 30 giugno 2015 l'Unità, completamente rinnovata, riprende le pubblicazioni grazie a un notevole afflusso di capitale pubblico (107 milioni di euro), su carta e online, con la direzione di Erasmo D'Angelis. La proprietà del quotidiano è divisa tra alcuni soci privati ed EYU srl, emanazione della fondazione del Partito Democratico EYU (Europa-Youdem-Unità), che ne detiene una quota del 19,05%; cambia anche la stilizzazione della testata, l'apostrofo diventa verde e la scritta "l'Unità" diventa bianca su sfondo rosso. La crisi non si arresta, con perdite annunciate di 250 mila euro al mese e con solo 8 mila copie vendute contro le 60 mila stampate. Nell'autunno 2016 Erasmo D'Angelis viene sostituito da Sergio Staino e da Andrea Romano, come co-direttore.

### La nuova crisi e la terza chiusura (2017)
La situazione del quotidiano all'inizio 2017 è la seguente: sono 29, compreso il direttore, i giornalisti impegnati nella redazione del quotidiano (cartaceo). Il Partito Democratico (tramite la Fondazione Eyu) risulta socio di minoranza al 20% di Unità srl mentre Pessina Costruzioni risulta socio di maggioranza con l'80% del patrimonio azionario. La crisi economica del quotidiano rispetto a un anno e mezzo dal ritorno in edicola si è molto aggravata: con vendite (secondo un dato comunicato in via ufficiosa durante la conferenza stampa convocata dal CDR) di circa 7 000 copie giornaliere (abbonamenti esclusi), con perdite intorno ai 400 000 euro al mese e con una raccolta pubblicitaria quasi inesistente.
L'11 gennaio 2017, alla vigilia dell'assemblea dei soci (poi rimandata), l'amministratore delegato (Guido Stefanelli) ha comunicato ai giornalisti del quotidiano cartaceo l'Unità che bisogna “Procedere immediatamente con una riduzione del personale senza percorrere la strada degli ammortizzatori sociali" (licenziamenti). Nel comunicato si fa anche riferimento a un aumento di capitale oppure alla necessità di aprire le procedure per il fallimento. I costi della ricapitalizzazione dovrebbero avvicinarsi ai 5 milioni di euro (1 milione a spese del PD e 4 milioni a spese del gruppo Pessina).
Nei giorni successivi alla comunicazione dei licenziamenti i giornalisti dell'Unità hanno deciso di entrare in assemblea permanente e di indire scioperi (con il conseguente stop delle pubblicazioni del quotidiano).
Nel febbraio del 2017 l'Unità è stata parzialmente ricapitalizzata. Pessina Costruzioni si è occupata della ricapitalizzazione con un versamento di 1,5 milioni di € (dei 4 necessari). Questo ha comportato un aumento relativo alla sua quota azionaria pari al 10% (dall'80 al 90%), con il conseguente calo della quota appartenente al PD (dal 20 al 10%).
Il 29 marzo 2017 Andrea Romano viene sollevato dalla carica di co-direttore dell'Unità e il 4 aprile Sergio Staino lascia la direzione a favore di Marco Bucciantini, per poi tornare il 23 maggio dello stesso anno.
Dal 30 maggio il giornale esce solamente in versione online (PDF) a causa dei pesanti debiti, che si protraggono da alcuni mesi, con lo stampatore. Il 3 giugno, infine, si interrompe definitivamente la pubblicazione, comportando la chiusura della testata per la terza volta; decisione già annunciata dall'editore nella tarda serata di giovedì 1º giugno e poi comunicata al comitato di redazione. Dal 1º agosto viene chiuso anche il sito unita.tv, poi rimpiazzato dalla rivista online Democratica.

### Sviluppi successivi
Nell'aprile 2018 il Tribunale di Roma dispone la messa all'asta della testata, lasciando invece la proprietà dell'archivio storico al gruppo Pessina.
Il 25 maggio 2018 il giornale torna nelle edicole di Roma e Milano per un giorno, pubblicando un numero per evitare la decadenza della testata. Per l'occasione, la carica di direttore è assunta da Luca Falcone, mentre la realizzazione del numero unico è ad opera di quattro giornalisti della vecchia redazione. Il 1º novembre 2018 La Stampa riferisce in un articolo dell'intenzione di Michele Santoro di acquistare l'Unità. Il 27 aprile 2019 Michele Santoro afferma in un'intervista al Corriere della Sera di avere presentato un'offerta di acquisto per il giornale presso l'editore Pessina.
Il 25 maggio 2019 il giornale torna in edicola per un giorno, pubblicando un numero per evitare la decadenza della testata. Per l'occasione la carica di direttore è assunta da Maurizio Belpietro, suscitando le critiche del comitato di redazione del quotidiano.
Il 7 aprile 2020 torna online il sito unita.tv (di proprietà della Fondazione EYU), sebbene esso mostri solo una schermata che informa che "il servizio riprenderà a breve". Il 23 maggio 2020 il quotidiano esce con un numero speciale in versione cartacea, diretto per un giorno da Primo Di Nicola, in concomitanza con il ventottesimo anniversario della strage di Capaci. Il giornale aveva un inserto di quattro pagine dedicate a Giovanni Falcone.
Ulteriori numeri speciali escono annualmente il 12 maggio 2021 e il 10 maggio 2022, diretti entrambi da Luca Falcone.
Il 27 luglio 2022 il Tribunale di Roma dichiara fallita la società editrice de l'Unità. La testata viene quindi messa all'asta.
Il 22 novembre 2022 il Gruppo Romeo, dell'imprenditore Alfredo Romeo, vince la gara fallimentare del Tribunale di Roma offrendo 910 000 euro. Il Gruppo, già editore de Il Riformista, punta a riportare il quotidiano in edicola per l'inizio del 2023. In un'intervista al Corriere della Sera, il direttore de Il Riformista Piero Sansonetti, annuncia che l'Unità tornerà in edicola a metà gennaio, con una linea politica "improntata al socialismo" e vicina al Partito Democratico, sebbene indipendente da esso. Sansonetti annuncia anche che il filosofo Michele Prospero sarà tra gli editorialisti del quotidiano.
I giornalisti della vecchia gestione de l'Unità non sono rilevati dal nuovo editore e vengono pertanto licenziati dal curatore fallimentare in seguito all'acquisizione.

### Terza rinascita (2023)
Il 27 aprile 2023, il sito ufficiale unita.it torna attivo e annuncia il ritorno del quotidiano nelle edicole il 16 maggio. Il 9 maggio 2023 viene distribuito nelle edicole di Roma il numero zero del rinato quotidiano, in quattro pagine, con un editoriale di Sansonetti e una riproduzione del primo numero de l'Unità del 1924. Lo stesso giorno, nel pomeriggio, il numero zero viene reso disponibile gratuitamente in formato PDF sul sito unita.it.
La nuova versione del quotidiano ha la sua redazione in via di Pallacorda 7 a Roma, allo stesso indirizzo del quotidiano Il Riformista. Ha una foliazione di 12 pagine (16 per il primo numero) in formato berlinese. Riguardo la linea editoriale, il direttore Sansonetti ha rotto col passato post-comunista e ha dichiarato che si sarebbe trattato di un quotidiano «garantista, socialista, cristiano, liberale, non liberista», dando vita a un corso completamente nuovo della storia del quotidiano.
L'11 giugno i quattro figli di Enrico Berlinguer (Bianca, Maria, Marco e Laura) esprimono sconcerto e attaccano il direttore Piero Sansonetti dalle colonne di Repubblica per aver utilizzato una foto di Berlinguer del 1984 per promuovere il ritorno in edicola del giornale affermando che il padre «non è un brand pubblicitario». Dai giorni successivi, la stessa foto, presente sull'ultima pagina di ogni numero per promuovere gli abbonamenti al giornale, viene sostituita da un fotomontaggio di Antonio Gramsci che regge la stessa copia dell'Unità dello scatto con Berlinguer.
Da settembre 2023 l'Unità riduce la foliazione da 12 a 8 pagine, mantenendo invariato il prezzo di copertina (1,50€). I numeri arretrati sono disponibili per l'acquisto in digitale a 0,50€ l'uno.

## Finanziamenti pubblici
l'Unità ha beneficiato dei finanziamenti pubblici riservati all'editoria di partito, ed è stato il quotidiano a ricevere annualmente il contributo più alto (6 377 209 euro nel 2009). Dal 1º luglio 2015 l'Unità è tornata in edicola «con una tiratura di 250mila copie e senza il sostegno dei contributi pubblici».
| Anno | Finanziamento  |
| ---- | -------------- |
| 1990 | 5 474 443,13 € |
| 1991 | 8 469 893,14 € |
| 1992 | 8 056 727,62 € |
| 1993 | 8 263 310,38 € |
| 1994 | 8 856 655,31 € |
| 1995 | 8 883 058,66 € |
| 1996 | 8 263 310,38 € |
| 1997 | 7 436 978,61 € |
| 1998 | 5 624 687,23 € |
| 1999 | 5 343 263,07 € |
| 2000 | 3 974 831,52 € |
| 2001 | 6 201 727,64 € |
| 2002 | 6 507 356,94 € |
| 2003 | 6 817 231,05 € |
| 2004 | 6 507 356,94 € |
| 2005 | 6 507 356,93 € |
| 2006 | 6 507 356,94 € |
| 2007 | 6 377 209,80 € |
| 2008 | 6 377 209,80 € |
| 2009 | 6 377 209,80 € |
| 2010 | 5 656 442,55 € |
| 2011 | 3 709 854,40 € |
| 2012 | 3 615 894,65 € |
| 2013 | 2 664 633,13 € |
| 2014 | 1 897 430,12 € |

## Diffusione
| Anno | Diffusione |
| ---- | ---------- |
| 2014 | 20 937     |
| 2013 | 23 544     |
| 2012 | 30 921     |
| 2011 | 40 641     |
| 2010 | 44 450     |
| 2009 | 53 221     |
| 2008 | 48 536     |
| 2007 | 52 718     |
| 2006 | 59 296     |
| 2005 | 61 350     |
| 2004 | 66 211     |
| 2003 | 68 554     |
| 2002 | 69 801     |
| 2001 | 72 904     |
| 2000 | 73 074     |

## Firme

### Firme attuali
- Tiziana Maiolo
- Laura Boldrini
- Marco Revelli
- Luigi Manconi
- Paolo Franchi
- Luca Casarini
- Michele Prospero
- Fulvio Abbate
- Aboubakar Soumahoro
- Pierfrancesco Majorino

### Firme storiche
- Fulvio Abbate
- Andrea Aloi
- Antonello Anappo
- Alberto Asor Rosa
- Ugo Baduel
- Andrea Barbato
- Oliviero Beha
- Giorgio Bocca
- Stefano Bocconetti
- Giuseppe Boffa
- Arrigo Boldrini
- Elisabetta Bonucci
- Gregorio Botta
- Cesare Buquicchio
- Italo Calvino
- Antonella Caifa
- Adele Cambria
- Angela Camuso
- Antonio Caprarica
- Giampiero Castellotti
- Luigi Cavallo
- Vincenzo Cerami
- Giovanni Cesareo
- Grazia Cherchi
- Tommaso Chiaretti
- Giulietto Chiesa
- Vincenzo Consolo
- Aniello Coppola
- Enzo Costa
- Diego Cugia (Jack Folla)
- Nando dalla Chiesa
- Guido Dell'Aquila
- Marco De Marco
- Mario De Micheli
- Michele Di Salvo
- Rocco Di Blasi
- Vittorio Emiliani
- Giuseppe Fiori
- Paolo Flores d'Arcais
- Goffredo Fofi
- Giovanna Gabrielli
- Alfonso Gatto
- Ludovico Geymonat
- Ando Gilardi
- Ada Gobetti
- Pietro Greco
- David Grieco
- Lillo Gullo
- Margherita Hack
- Paolo Hendel
- Fausto Ibba
- Alberto Jacoviello
- Felice Laudadio
- Paolo Leon
- Raimondo Luraghi
- Miriam Mafai
- Dacia Maraini
- Mario Melloni (Fortebraccio)
- Luisa Melograni
- Stefania Miccolis
- Massimo Mila
- Augusto Monti
- Paolo Murialdi
- Diego Novelli
- Maria Novella Oppo
- Franco Ottolenghi
- Moni Ovadia
- Pier Paolo Pasolini
- Gianfranco Pasquino
- Matilde Passa
- Cesare Pavese
- Sandra Petrignani
- Oreste Pivetta
- Antonio Polito
- Michele Prospero
- Lidia Ravera
- Ermanno Rea
- Ermete Realacci
- Alfredo Reichlin
- Massimo Rendina
- Leonida Repaci
- Roberto Rezzo
- Carlo Ricchini
- Maria Laura Rodotà
- Stefano Rodotà
- Enzo Roggi
- Roberto Roscani
- Francesca Raspini
- Piero Sansonetti
- Emilio Sarzi Amadé
- Aggeo Savioli
- Arminio Savioli
- Giulio Sciorilli Borrelli
- Vittorio Sermonti
- Michele Serra
- Giorgio Seveso
- Luca Sofri
- Paolo Soldini
- Paolo Spriano
- Corrado Stajano
- Antonio Tabucchi
- Aldo Tortorella
- Nicola Tranfaglia
- Marco Travaglio
- Sergio Turone
- Bruno Ugolini
- Raf Vallone
- Vincenzo Vasile
- Gianni Vattimo
- Valter Vecellio
- Claudio Velardi
- Luigi Vicinanza
- Elio Vittorini
- Marco Brando
- Onide Donati
- Federico Lobuono
- Daniela Amenta
- Roberto Arduini
- Maurizio Boldrini
- Marco Bucciantini
- Luis Cabasés
- Nicola Cacace
- Rudy Francesco Calvo
- Luigi Cancrini
- Stefano Ceccanti
- Giancarla Codrignani
- Alberto Crespi
- Francesco Cundari
- Cesare Damiano
- Bianca Di Giovanni
- Umberto De Giovannangeli
- Federica Fantozzi
- Emma Fattorini
- Valeria Fedeli
- Luciano Fontana
- Carmine Fotia
- Vladimiro Frulletti
- Claudia Fusani
- Sandro Gozi
- Elisabetta Gualmini
- Toni Jop
- Mario Lavia
- Natalia Lombardo
- Felicia Masocco
- Marina Mastroluca
- Marco Mongiello
- Francesco Nicodemo
- Umberto Ranieri
- Pietro Reichlin
- Rock Reynolds[106]
- Enzo Risso
- Mario Rodriguez
- Fabrizio Rondolino
- Mauro Rosati
- Andrea Satta
- Adriano Sofri
- Mila Spicola
- Chicco Testa
- Delia Vaccarello
- Salvatore Vassallo
- Walter Veltroni
- Marco Ventimiglia
- Maria Zegarelli
- Adriana Terzo
- Roberto Roscani

#### Vignettisti
- Francesco Tullio Altan
- Renato Calligaro
- Ellekappa
- Danilo Maramotti
- Andrea Pazienza
- Vauro
- Filippo Bessone
- Bicio Fabbri
- Sergio Staino
- Vincino

## Direttori
- Ottavio Pastore (12 febbraio - 6 settembre 1924)
- Alfonso Leonetti (6 settembre 1924 - 16 gennaio 1925)
- Mario Malatesta (17 gennaio - 26 luglio 1925)
- Riccardo Ravagnan (27 luglio 1925 - 28 maggio 1926)
- Girolamo Li Causi (29 maggio - 31 ottobre 1926)
- Eugenio Curiel (1943 - 1944)
- Celeste Negarville (1944 - 1945)
- Velio Spano (1945 - 21 luglio 1946)
- Mario Montagnana (22 luglio 1946 - 10 febbraio 1947)
- Pietro Ingrao (11 febbraio 1947 - 15 gennaio 1957)
- Alfredo Reichlin (16 gennaio 1957 - 9 marzo 1962, 14 maggio 1977 - 5 ottobre 1981)
- Mario Alicata (10 marzo 1962 - 6 dicembre 1966)
- Maurizio Ferrara (7 - 14 dicembre 1966)
- Maurizio Ferrara - Elio Quercioli (15 dicembre 1966 - 26 febbraio 1969)
- Gian Carlo Pajetta (27 febbraio 1969 - 19 ottobre 1970)
- Aldo Tortorella (20 ottobre 1970 - 10 aprile 1975)
- Luca Pavolini (11 aprile 1975 - 13 maggio 1977)
- Claudio Petruccioli (6 ottobre 1981 - 13 aprile 1982)
- Emanuele Macaluso (14 aprile 1982 - 29 aprile 1986)
- Gerardo Chiaromonte (30 aprile 1986 - 21 luglio 1988)
- Massimo D'Alema (22 luglio 1988 - 27 luglio 1990)
- Renzo Foa (28 luglio 1990 - 9 maggio 1992)
- Walter Veltroni (10 maggio 1992 - 29 aprile 1996)
- Giuseppe Caldarola (30 aprile 1996 - 30 gennaio 1998, 26 settembre 1999 - 23 agosto 2000)
- Mino Fuccillo (31 gennaio - 9 agosto 1998)
- Paolo Gambescia (10 agosto 1998 - 25 settembre 1999)
- Furio Colombo (27 marzo 2001 - 26 dicembre 2004)
- Antonio Padellaro (27 dicembre 2004 - 24 agosto 2008)
- Concita De Gregorio (25 agosto 2008 - 6 luglio 2011)
- Claudio Sardo (7 luglio 2011 - 16 ottobre 2013)
- Luca Landò (17 ottobre 2013 - 31 luglio 2014)
- Erasmo D'Angelis (30 giugno 2015 - 16 settembre 2016)
- Sergio Staino - Andrea Romano (17 settembre 2016 - 28 marzo 2017)
- Sergio Staino (29 marzo - 6 aprile 2017, 23 maggio - 3 giugno 2017)
- Marco Bucciantini (7 aprile - 22 maggio 2017)
- Maurizio Belpietro (25 maggio 2019)[107][108][109]
- Primo Di Nicola (25 maggio 2020)[110][111]
- Luca Falcone (12 maggio 2021 - 10 maggio 2022)
- Piero Sansonetti (9 maggio 2023 - in carica)

## Sottotitoli della testata
- Quotidiano degli operai e dei contadini (12 febbraio 1924 - 31 ottobre 1926)
- Giornale dei lavoratori (1927)[112]
- Organo del Partito Comunista d'Italia (1928 - 1943)[112]
- Organo del Partito Comunista Italiano (6 giugno 1944[113] - 3 febbraio 1991)
- Giornale fondato da Antonio Gramsci nel 1924 (4 febbraio 1991 - 1º agosto 2014)
- Fondata da Antonio Gramsci nel 1924 (30 giugno 2015 - 10 maggio 2022)
- Fondata da Antonio Gramsci (dal 9 maggio 2023)

## Simboli

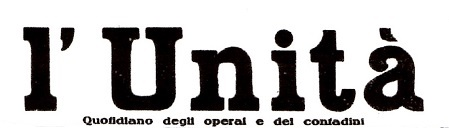
Logo in uso dal 1924 al 1926
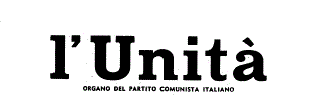
Logo in uso dal 1944 al 1991
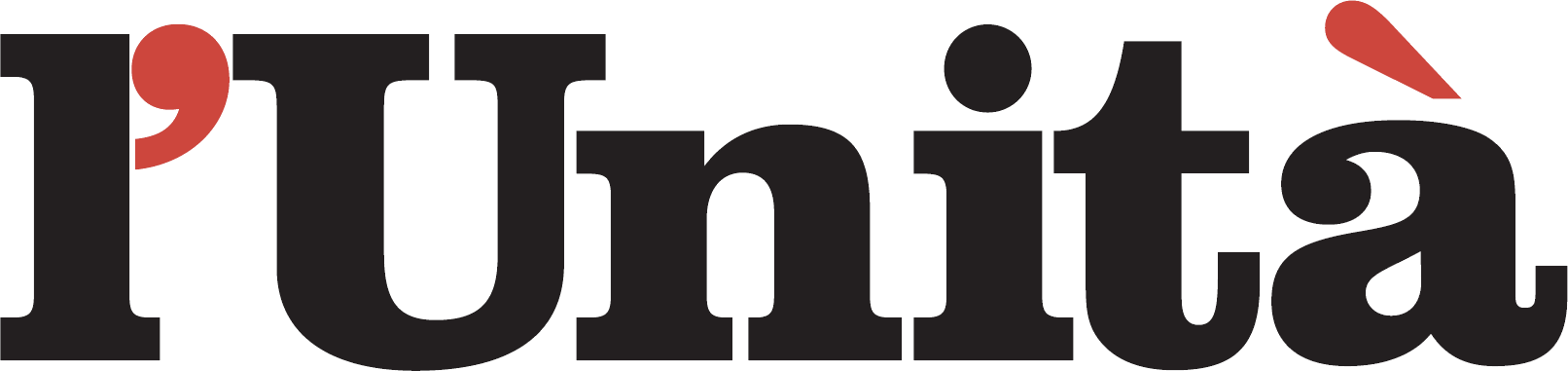
Logo in uso dal 1991 al 2014 e dal 2023
Logo in uso dal 2015 al 2017

## Inserti
- Tango (1986-1988)
- Cuore (1989-1991)
- Il salvagente (1989)
- Emme (2007-2009)
- Left (2012-2014)

## Allegati all'Unità

### Libri
| Collana                         | Autore                               | Titolo                                                     | Anno | Data       | Editore                               |
| ------------------------------- | ------------------------------------ | ---------------------------------------------------------- | ---- | ---------- | ------------------------------------- |
| Capolavori del teatro           | William Shakespeare                  | Amleto                                                     | 1993 | 01/01/1993 | l'Unità                               |
| Capolavori del teatro           | William Shakespeare                  | Macbeth                                                    | 1993 | 01/01/1993 | l'Unità                               |
| Capolavori del teatro           | William Shakespeare                  | Re Lear                                                    | 1993 | 01/01/1993 | l'Unità                               |
| Capolavori del teatro           | William Shakespeare                  | La tempesta                                                | 1993 | 06/02/1993 | l'Unità                               |
| Capolavori del teatro           | William Shakespeare                  | Otello                                                     | 1993 | 01/02/1993 | l'Unità                               |
| Capolavori del teatro           | William Shakespeare                  | Romeo e Giulietta                                          | 1993 | 20/02/1993 | l'Unità                               |
| Capolavori del teatro           | Carlo Goldoni                        | La locandiera                                              | 1993 | 27/02/1993 | l'Unità                               |
| Capolavori del teatro           | Carlo Goldoni                        | Il servitore di due padroni                                | 1993 | 06/03/1993 | l'Unità                               |
| Capolavori del teatro           | Carlo Goldoni                        | Il campiello                                               | 1993 | 13/03/1993 | l'Unità                               |
| Capolavori del teatro           | Carlo Goldoni                        | I due gemelli veneziani                                    | 1993 | 20/03/1993 | l'Unità                               |
| Capolavori del teatro           | Carlo Goldoni                        | La bottega del caffè                                       | 1993 | 27/03/1993 | l'Unità                               |
| Capolavori del teatro           | Carlo Goldoni                        | Il teatro comico                                           | 1993 | 03/04/1993 | l'Unità                               |
| Capolavori del teatro           | Luigi Pirandello                     | Sei personaggi in cerca d'autore                           | 1993 | 17/04/1993 | l'Unità                               |
| Capolavori del teatro           | Luigi Pirandello                     | Così è (se vi pare)                                        | 1993 | 24/04/1993 | l'Unità                               |
| Capolavori del teatro           | Luigi Pirandello                     | Il giuoco delle parti                                      | 1993 | 08/05/1993 | l'Unità                               |
| Capolavori del teatro           | Luigi Pirandello                     | Enrico IV                                                  | 1993 | 15/05/1993 | l'Unità                               |
| Capolavori del teatro           | Luigi Pirandello                     | Il piacere dell'onestà                                     | 1993 | 22/05/1993 | l'Unità                               |
| Capolavori del teatro           | Luigi Pirandello                     | Il berretto a sonagli - La giara                           | 1993 | 29/05/1993 | l'Unità                               |
| Capolavori del teatro           | Luigi Pirandello                     | Liolà                                                      | 1993 | 05/06/1993 | l'Unità                               |
| Capolavori del teatro           | Luigi Pirandello                     | La favola del figlio cambiato - I giganti della montagna   | 1993 | 12/06/1993 | l'Unità                               |
| Capolavori del teatro           | Luigi Pirandello                     | La patente                                                 | 1993 | 11/10/1993 | l'Unità                               |
| Centopagine                     | Joseph Conrad                        | La linea d'ombra                                           | 1992 | 05/10/1992 | l'Unità / Einaudi                     |
| Centopagine                     | Herman Melville                      | Benito Cereno                                              | 1992 | 12/10/1992 | l'Unità / Einaudi                     |
| Centopagine                     | Anton Čechov                         | Reparto n. 6                                               | 1992 | 19/10/1992 | l'Unità / Einaudi                     |
| Centopagine                     | Stendhal                             | La badessa di Castro                                       | 1992 | 26/10/1992 | l'Unità / Einaudi                     |
| Centopagine                     | Lev Tolstoj                          | Due ussari                                                 | 1992 | 02/11/1992 | l'Unità / Einaudi                     |
| Centopagine                     | Voltaire                             | Zadig                                                      | 1992 | 09/11/1992 | l'Unità / Einaudi                     |
| Centopagine                     | Prosper Mérimée                      | Carmen                                                     | 1992 | 16/11/1992 | l'Unità / Einaudi                     |
| Centopagine                     | Henry James                          | Il carteggio Aspern                                        | 1992 | 23/11/1992 | l'Unità / Einaudi                     |
| Centopagine                     | Nikolaj Gogol'                       | Le veglie alla fattoria di Dikanka                         | 1992 | 30/11/1992 | l'Unità / Einaudi                     |
| Centopagine                     | Denis Diderot                        | Jacques il fatalista e il suo padrone                      | 1992 | 07/12/1992 | l'Unità / Einaudi                     |
| Centopagine                     | Honoré de Balzac                     | I piccoli borghesi                                         | 1992 | 14/12/1992 | l'Unità / Einaudi                     |
| Centopagine                     | Fëdor Dostoevskij                    | L'eterno marito                                            | 1992 | 21/12/1992 | l'Unità / Einaudi                     |
| Electa                          | Jean Vercoutter                      | L'antico Egitto                                            | 1992 |            | l'Unità / Electa Gallimard            |
| Electa                          | Jean-Pierre Verdet                   | Il cielo                                                   | 1993 |            | l'Unità / Electa Gallimard            |
| Electa                          | Jean-Paul Thuillier                  | Gli Etruschi                                               | 1993 |            | l'Unità / Electa Gallimard            |
| Electa                          | Claude-François Baudez               | I Maya                                                     | 1993 |            | l'Unità / Electa Gallimard            |
| Electa                          | Philippe Jacquin                     | I Pellerossa                                               | 1993 |            | l'Unità / Electa Gallimard            |
| Electa                          | Serge Gruzinski                      | Gli Aztechi                                                | 1994 |            | l'Unità / Electa Gallimard            |
| Electa                          | Carmen Bernand                       | Gli Incas                                                  | 1994 |            | l'Unità / Electa Gallimard            |
| Electa                          | Étienne Taillemite                   | Nei mari del sud                                           | 1995 |            | l'Unità / Electa Gallimard            |
| Electa                          | Anne Grynberg                        | Shoah                                                      | 1995 |            | l'Unità / Electa Gallimard            |
| Electa                          | Jean Cormier                         | Che Guevara                                                | 1996 |            | l'Unità / Electa Gallimard            |
| Electa                          | Jean Boisselier                      | Buddha                                                     | 1997 |            | l'Unità / Electa Gallimard            |
| Fiabe                           | Paul Radin                           | Fiabe africane                                             | 1996 |            | l'Unità / Einaudi                     |
| Fiabe                           | Charles Perrault                     | I racconti di Mamma Oca                                    | 1996 |            | l'Unità / Einaudi                     |
| Fiabe                           | Emma Perodi                          | Fiabe fantastiche                                          | 1996 |            | l'Unità / Einaudi                     |
| Fiabe                           | AA.VV.                               | I racconti delle fate/Fiabe francesi                       | 1996 |            | l'Unità / Einaudi                     |
| Fiabe                           | Hans Christian Andersen              | Fiabe                                                      | 1996 |            | l'Unità / Einaudi                     |
| Fiabe                           | Jacob e Wilhelm Grimm                | Le fiabe del focolare                                      | 1996 |            | l'Unità / Einaudi                     |
| Fiabe                           | Guido Gozzano                        | Fiabe e novelline                                          | 1996 |            | l'Unità / Einaudi                     |
| Fiabe                           | Roberto De Simone                    | Fiabe campane                                              | 1996 |            | l'Unità / Einaudi                     |
| Fiabe                           | Luigi Capuana                        | Fiabe                                                      | 1996 |            | l'Unità / Einaudi                     |
| Fiabe                           | William Butler Yeats                 | Fiabe irlandesi                                            | 1996 |            | l'Unità / Einaudi                     |
| Fiabe                           | Katharine Briggs                     | Fiabe popolari inglesi                                     | 1996 |            | l'Unità / Einaudi                     |
| Fiabe                           | Giambattista Basile                  | Il pentamerone                                             | 1996 |            | l'Unità / Einaudi                     |
| Fiabe                           | Aleksandr Afanas'ev                  | Antiche fiabe russe                                        | 1996 |            | l'Unità / Einaudi                     |
| Fiabe                           | Asbjørnsen e Moe                     | Fiabe norvegesi                                            | 1998 |            | l'Unità                               |
| Freud                           | Sigmund Freud                        | L'interpretazione dei sogni I                              | 1994 | 14/02/1994 | l'Unità                               |
| Freud                           | Sigmund Freud                        | L'interpretazione dei sogni II                             | 1994 | 16/02/1994 | l'Unità                               |
| Freud                           | Sigmund Freud                        | L'interpretazione dei sogni III                            | 1994 | 19/02/1994 | l'Unità                               |
| Fuori collana                   | AA.VV.                               | Che tempo fa                                               | 1992 | 05/12/1992 | l'Unità                               |
| Fuori collana                   | Anna Frank                           | Diario I                                                   | 1992 | 09/12/1992 | l'Unità                               |
| Fuori collana                   | Anna Frank                           | Diario II                                                  | 1992 | 10/12/1992 | l'Unità                               |
| Fuori collana                   | Piero Malvezzi e Giovanni Pirelli    | Lettere di condannati a morte della Resistenza italiana I  | 1993 | 01/02/1993 | l'Unità                               |
| Fuori collana                   | Piero Malvezzi e Giovanni Pirelli    | Lettere di condannati a morte della Resistenza italiana II | 1993 | 01/02/1993 | l'Unità                               |
| Fuori collana                   | Carlo Maria Martini                  | Dialogo col televisore                                     | 1993 | 08/04/1993 | l'Unità                               |
| Fuori collana                   | Luciano Violante                     | Mafia e potere                                             | 1993 | 15/04/1993 | l'Unità                               |
| Fuori collana                   | AA.VV.                               | Che tempo fa                                               | 1993 | 18/12/1993 | l'Unità                               |
| Fuori collana                   | Corrado Guzzanti                     | Il libro de Kipli                                          | 1994 | 13/04/1994 | l'Unità                               |
| Fuori collana                   | Boris El'cin                         | Diario del presidente I                                    | 1994 | 05/05/1994 | l'Unità / Sperling & Kupfer           |
| Fuori collana                   | Boris El'cin                         | Diario del presidente II                                   | 1994 | 06/05/1994 | l'Unità / Sperling & Kupfer           |
| Fuori collana                   | Boris El'cin                         | Diario del presidente III                                  | 1994 | 07/05/1994 | l'Unità / Sperling & Kupfer           |
| Fuori collana                   | Gino e Michele                       | Saigon era Disneyland (in confronto)                       | 1994 | 28/05/1994 | l'Unità                               |
| Fuori collana                   | Antonio Rubbi                        | Il mondo di Berlinguer                                     | 1994 | 04/06/1994 | l'Unità                               |
| Fuori collana                   | Beppe Viola                          | Quelli che…                                                | 1994 | 17/06/1994 | l'Unità                               |
| Fuori collana                   | Giuseppe Vacca                       | Togliatti sconosciuto                                      | 1994 | 31/08/1994 | l'Unità                               |
| Fuori collana                   | Gianni Rodari                        | Il gatto viaggiatore ed altre storie                       | 1985 | 11/04/1990 | l'Unità                               |
| Fuori collana                   | AA.VV.                               | Enrico Berlinguer                                          | 1985 | 00/06/1985 | l'Unità                               |
| Fuori collana                   | AA.VV.                               | Vocabolario AIDS                                           | 1986 | 01/02/1986 | l'Unità                               |
| Fuori collana                   | AA.VV.                               | Incontro al 2000                                           | 1986 | 01/12/1996 | l'Unità                               |
| Fuori collana                   | AA.VV.                               | Parole, paroline, parolacce: Vocabolario del pentapartito  | 1987 | 31/05/1987 | l'Unità                               |
| Fuori collana                   | AA.VV.                               | Se vince Gorbaciov                                         | 1987 | 01/11/1987 | l'Unità                               |
| Fuori collana                   | Antonio Gramsci                      | Lettere dal carcere I                                      | 1988 | 24/01/1988 | l'Unità                               |
| Fuori collana                   | Antonio Gramsci                      | Lettere dal carcere I                                      | 1988 | 14/02/1988 | l'Unità                               |
| Fuori collana                   | Paolo Spriano                        | Gramsci in carcere e il partito                            | 1988 | 13/03/1988 | l'Unità                               |
| Fuori collana                   | AA.VV.                               | Perestrojka - Amici e nemici                               | 1988 | 01/06/1988 | l'Unità                               |
| Fuori collana                   | AA.VV.                               | La trattativa                                              | 1988 | 01/09/1988 | l'Unità                               |
| Fuori collana                   | Paolo Spriano                        | L'ultima ricerca                                           | 1988 | 27/10/1988 | l'Unità                               |
| Fuori collana                   | AA.VV.                               | Primavera indimenticata                                    | 1988 | 01/11/1988 | l'Unità                               |
| Fuori collana                   | Michel Winock                        | Francia 1789 - cronaca della rivoluzione                   | 1988 | 01/12/1988 | l'Unità                               |
| Fuori collana                   | AA.VV.                               | La trattativa                                              | 1988 |            | l'Unità                               |
| Fuori collana                   | AA.VV.                               | FIAT - la verità dietro ai cancelli                        | 1989 | 02/02/1989 | l'Unità                               |
| Fuori collana                   | Achille Occhetto                     | Idee e proposte del nuovo corso del PCI                    | 1989 | 09/03/1989 | l'Unità                               |
| Fuori collana                   | AA.VV.                               | Berlinguer, attualità e futuro                             | 1989 | 01/06/1989 | l'Unità                               |
| Fuori collana                   | AA.VV.                               | Pensare il mondo nuovo                                     | 1989 | 01/06/1989 | l'Unità                               |
| Fuori collana                   | AA.VV.                               | Dentro il lavoro                                           | 1989 | 01/06/1989 | l'Unità                               |
| Fuori collana                   | AA.VV.                               | Socialismo liberale                                        | 1989 | 01/11/1989 | l'Unità                               |
| Fuori collana                   | AA.VV.                               | L'89 di Gorbaciov                                          | 1989 | 01/11/1989 | l'Unità                               |
| Fuori collana                   | Eugenio Manca                        | Ferri del mestiere                                         | 1989 | 15/12/1989 | l'Unità                               |
| Fuori collana                   | Giuseppe Boffa                       | Storia dell'Unione Sovietica I                             | 1990 | 01/02/1990 | l'Unità                               |
| Fuori collana                   | Giuseppe Boffa                       | Storia dell'Unione Sovietica II                            | 1990 | 01/02/1990 | l'Unità                               |
| Fuori collana                   | Giuseppe Boffa                       | Storia dell'Unione Sovietica III                           | 1990 | 01/02/1990 | l'Unità                               |
| Fuori collana                   | Giuseppe Boffa                       | Storia dell'Unione Sovietica IV                            | 1990 | 01/02/1990 | l'Unità                               |
| Fuori collana                   | Giuseppe Boffa                       | Storia dell'Unione Sovietica 1917-1927                     | 1990 | 07/02/1990 | l'Unità                               |
| Fuori collana                   | Giuseppe Boffa                       | Storia dell'Unione Sovietica 1928-1941                     | 1990 | 14/02/1990 | l'Unità                               |
| Fuori collana                   | Giuseppe Boffa                       | Storia dell'Unione Sovietica 1941-1945                     | 1990 | 21/02/1990 | l'Unità                               |
| Fuori collana                   | Giuseppe Boffa                       | Storia dell'Unione Sovietica 1945-1964                     | 1990 | 28/02/1990 | l'Unità                               |
| Fuori collana                   | AA.VV.                               | Api o architetti                                           | 1990 | 16/05/1990 | l'Unità / il manifesto                |
| Fuori collana                   | AA.VV.                               | Vita o fine della perestrojka                              | 1990 | 01/06/1990 |                                       |
| Fuori collana                   | Cesare Pavese                        | Pavese giovane -poesie giovanili e Ciau Massimo            | 1990 | 01/09/1990 |                                       |
| Fuori collana                   | Mario Telò                           | L'internazionale socialista                                | 1990 | 22/09/1990 | l'Unità                               |
| Fuori collana                   | Paolo Spriano                        | Storia del Partito Comunista Italiano I                    | 1990 |            | l'Unità / Einaudi                     |
| Fuori collana                   | Paolo Spriano                        | Storia del Partito Comunista Italiano II                   | 1990 |            | l'Unità / Einaudi                     |
| Fuori collana                   | Paolo Spriano                        | Storia del Partito Comunista Italiano III                  | 1990 |            | l'Unità / Einaudi                     |
| Fuori collana                   | Paolo Spriano                        | Storia del Partito Comunista Italiano IV                   | 1990 |            | l'Unità / Einaudi                     |
| Fuori collana                   | Paolo Spriano                        | Storia del Partito Comunista Italiano V                    | 1990 |            | l'Unità / Einaudi                     |
| Fuori collana                   | Paolo Spriano                        | Storia del Partito Comunista Italiano VI                   | 1990 |            | l'Unità / Einaudi                     |
| Fuori collana                   | Paolo Spriano                        | Storia del Partito Comunista Italiano VII                  | 1990 |            | l'Unità / Einaudi                     |
| Fuori collana                   | Paolo Spriano                        | Storia del Partito Comunista Italiano VIII                 | 1990 |            | l'Unità / Einaudi                     |
| Fuori collana                   | AA.VV.                               | Documenti per il Congresso straordinario del PCI           | 1990 |            | l'Unità                               |
| Fuori collana                   | AA.VV.                               | Documenti per il Congresso straordinario del PCI           | 1990 |            | l'Unità                               |
| Fuori collana                   | AA.VV.                               | Documenti per il Congresso straordinario del PCI           | 1990 |            | l'Unità                               |
| Fuori collana                   | Gianni Rodari                        | La freccia azzurra                                         | 1990 |            | l'Unità                               |
| Fuori collana                   | Pier Paolo Pasolini                  | Lettere luterane                                           | 1991 | 00/08/1991 | l'Unità / Einaudi                     |
| Fuori collana                   | Giuliano Procacci                    | Storia degli Italiani I                                    | 1991 |            | l'Unità / Laterza                     |
| Fuori collana                   | Giuliano Procacci                    | Storia degli Italiani II                                   | 1991 |            | l'Unità / Laterza                     |
| Fuori collana                   | Giuliano Procacci                    | Storia degli Italiani III                                  | 1991 |            | l'Unità / Laterza                     |
| Fuori collana                   | Pier Paolo Pasolini                  | Il caos                                                    | 1991 |            | l'Unità / Editori Riuniti             |
| Fuori collana                   | Paolo Spriano                        | Le passioni di un decennio 1946-1956                       | 1992 |            | l'Unità                               |
| Fuori collana                   | Giuseppe Fiori                       | Vita di Enrico Berlinguer I                                | 1992 |            | l'Unità / Laterza                     |
| Fuori collana                   | Giuseppe Fiori                       | Vita di Enrico Berlinguer II                               | 1992 |            | l'Unità / Laterza                     |
| Fuori collana                   | Luciano Violante                     | I Corleonesi                                               | 1993 | 11/09/1993 | l'Unità                               |
| Fuori collana                   | Marco Lombardo Radice e Lidia Ravera | Porci con le ali                                           | 1993 | 06/10/1993 | l'Unità                               |
| Fuori collana                   | AA.VV.                               | Fellini - Le parole di un sognatore da oscar               | 1993 | 00/03/1993 | l'Unità                               |
| Fuori collana                   | AA.VV.                               | Rapporto sulla camorra                                     | 1994 | 07/02/1994 | l'Unità                               |
| Fuori collana                   | AA.VV.                               | Programma di governo del PDS                               | 1994 | 00/02/1994 | l'Unità                               |
| Fuori collana                   | AA.VV.                               | La Chance                                                  | 1994 |            | l'Unità                               |
| Fuori collana                   | François Truffaut                    | Il cinema secondo Hithcock I                               | 1994 |            | l'Unità / Pratiche Editrice           |
| Fuori collana                   | François Truffaut                    | Il cinema secondo Hithcock II                              | 1994 |            | l'Unità / Pratiche Editrice           |
| Fuori collana                   | Giuseppe Fiori                       | Antonio Gramsci                                            | 1994 |            | l'Unità                               |
| Fuori collana                   | Louise Jacobson                      | Dal Liceo ad Auschwitz                                     | 1996 | 05/02/1996 | l'Unità                               |
| Fuori collana                   | Francesco Barbagallo                 | Dal '43 al '48 - La formazione dell'Italia democratica     | 1996 | 02/06/1996 | l'Unità / Einaudi                     |
| Fuori collana                   | Federigo Argentieri                  | Budapest 1956 - La rivoluzione calunniata                  | 1996 | 00/11/96   | l'Unità                               |
| Fuori collana                   | Raymond Radiguet                     | Il diavolo in corpo                                        | 1996 |            | l'Unità / Einaudi                     |
| Fuori collana                   | Edgar Allan Poe                      | Racconti                                                   | 1996 |            | l'Unità / Einaudi                     |
| Fuori collana                   | Herman Melville                      | Bartleby lo scrivano                                       | 1997 |            | l'Unità / Arnoldo Mondadori Editore   |
| Fuori collana                   | Louise Jacobson                      | Lettere                                                    | 1997 |            | l'Unità                               |
| Fuori collana                   | AA.VV.                               | Non siamo in vendita                                       | 2002 |            | Arcana Popolare / l'Unità             |
| Fuori collana                   | AA.VV.                               | L'agonia del fascismo                                      | 2002 |            | l'Unità                               |
| Fuori collana                   | AA.VV.                               | Salviamo la scuola costruiamo il futuro                    | 2004 |            | l'Unità                               |
| Fuori collana                   | AA.VV.                               | La modernità è a sinistra                                  | 2004 |            | l'Unità                               |
| Fuori collana                   | Sergio Toffetti e Andrea Morini      | Woody Allen: Elementi di paesaggio                         |      |            | l'Unità / Mattina                     |
| Fuori collana                   | AA.VV.                               | Gramsci: le sue idee nel nostro tempo                      |      |            |                                       |
| Fuori collana                   | Giuseppe Fiori                       | Vita di Gramsci I                                          |      |            | l'Unità / Laterza                     |
| Fuori collana                   | Giuseppe Fiori                       | Vita di Gramsci II                                         |      |            | l'Unità / Laterza                     |
| Giorni di storia                | Pietro Chiodi                        | Banditi                                                    | 2002 |            | l'Unità                               |
| Giorni di storia                | AA.VV.                               | Estate 1943 - il crollo di una dittatura I                 | 2002 |            | l'Unità                               |
| Giorni di storia                | AA.VV.                               | Estate 1943 - il crollo di una dittatura II                | 2002 |            | l'Unità                               |
| Giorni di storia                | AA.VV.                               | Italia 1943-1946                                           | 2002 |            | l'Unità                               |
| Giorni di storia                | AA.VV.                               | Lavorare stanca                                            | 2002 |            | l'Unità                               |
| Giorni di storia                | AA.VV.                               | La rivoluzione continua                                    | 2002 |            | l'Unità                               |
| I grandi maestri dell'arte      | AA.VV.                               | Michelangelo                                               | 1998 |            | l'Unità                               |
| I grandi maestri dell'arte      | AA.VV.                               | Raffaello                                                  | 1998 |            | l'Unità                               |
| I grandi maestri dell'arte      | AA.VV.                               | Leonardo                                                   | 1998 |            | l'Unità                               |
| I grandi maestri dell'arte      | AA.VV.                               | Tiziano                                                    | 1998 |            | l'Unità                               |
| I grandi maestri dell'arte      | AA.VV.                               | Caravaggio                                                 | 1998 |            | l'Unità                               |
| I grandi maestri dell'arte      | AA.VV.                               | Botticelli                                                 | 1998 |            | l'Unità                               |
| I grandi maestri dell'arte      | AA.VV.                               | Bellini                                                    | 1998 |            | l'Unità                               |
| I grandi maestri dell'arte      | AA.VV.                               | Piero della Francesca                                      | 1998 |            | l'Unità                               |
| I grandi maestri dell'arte      | AA.VV.                               | Mantegna                                                   | 1998 |            | l'Unità                               |
| I grandi maestri dell'arte      | AA.VV.                               | Giorgione                                                  | 1998 |            | l'Unità                               |
| I grandi processi               | Giuseppe Fiori                       | Antionio Gramsci                                           | 1994 | 20/04/1994 | l'Unità                               |
| I grandi processi               | Wladimiro Settimelli                 | Herbert Kappler I                                          | 1994 | 27/04/1994 | l'Unità                               |
| I grandi processi               | Wladimiro Settimelli                 | Herbert Kappler II                                         | 1994 | 30/04/1994 | l'Unità                               |
| I grandi processi               | Nadia Tarantini                      | Maria Goretti                                              | 1994 | 11/05/1994 | l'Unità                               |
| I grandi processi               | Anna Maria Guadagni                  | Pier Paolo Pasolini                                        | 1994 | 18/05/1994 | l'Unità                               |
| I grandi processi               | Alceste Santini                      | Galileo Galilei                                            | 1994 | 25/05/1993 | l'Unità                               |
| I poeti italiani                | Dante Alighieri                      | Dante                                                      | 1993 | 25/01/1993 | l'Unità                               |
| I poeti italiani                | Francesco Petrarca                   | Petrarca                                                   | 1993 | 01/02/1993 | l'Unità                               |
| I poeti italiani                | Giovanni Boccaccio                   | Boccaccio                                                  | 1993 | 08/02/1993 | l'Unità                               |
| I poeti italiani                | Ludovico Ariosto                     | Ariosto                                                    | 1993 | 15/02/1993 | l'Unità                               |
| I poeti italiani                | Torquato Tasso                       | Tasso                                                      | 1993 | 22/02/1993 | l'Unità                               |
| I poeti italiani                | Giuseppe Parini                      | Parini                                                     | 1993 | 01/03/1993 | l'Unità                               |
| I poeti italiani                | Ugo Foscolo                          | Foscolo                                                    | 1993 | 08/03/1993 | l'Unità                               |
| I poeti italiani                | Giacomo Leopardi                     | Leopardi                                                   | 1993 | 15/03/1993 | l'Unità                               |
| I poeti italiani                | Alessandro Manzoni                   | Manzoni                                                    | 1993 | 22/03/1993 | l'Unità                               |
| I poeti italiani                | Giuseppe Gioacchino Belli            | Belli                                                      | 1993 | 29/03/1993 | l'Unità                               |
| I poeti italiani                | Giovanni Pascoli                     | Pascoli                                                    | 1993 | 05/04/1993 | l'Unità                               |
| I poeti italiani                | Salvatore Di Giacomo                 | Di Giacomo                                                 | 1993 | 19/04/1993 | l'Unità                               |
| I poeti italiani                | Gabriele D'Annunzio                  | D'Annunzio                                                 | 1993 | 26/04/1993 | l'Unità                               |
| I poeti italiani                | Guido Gozzano                        | Gozzano                                                    | 1993 | 03/05/1993 | l'Unità                               |
| I poeti italiani                | Dino Campana                         | Campana                                                    | 1993 | 10/05/1993 | l'Unità                               |
| I poeti italiani                | Eugenio Montale                      | Montale                                                    | 1993 | 31/05/1993 | l'Unità                               |
| I poeti italiani                | Umberto Saba                         | Saba                                                       | 1993 | 17/05/1993 | l'Unità                               |
| I poeti italiani                | Giuseppe Ungaretti                   | Ungaretti                                                  | 1993 | 24/05/1993 | l'Unità                               |
| I poeti italiani                | Giorgio Caproni                      | Caproni                                                    | 1993 | 07/06/1993 | l'Unità                               |
| I poeti italiani                | Pier Paolo Pasolini                  | Pasoliini                                                  | 1993 | 14/06/1993 | l'Unità                               |
| Il Castoro I serie              | Elio Girlanda e Annamaria Tella      | Woody Allen                                                | 1995 | 01/02/1995 | l'Unità / Il Castoro                  |
| Il Castoro I serie              | Flavio De Berardinis                 | Nanni Moretti                                              | 1995 | 08/02/1995 | l'Unità / Il Castoro                  |
| Il Castoro I serie              | Alessandro Cappabianca               | Billy Wilder                                               | 1995 | 15/02/1995 | l'Unità / Il Castoro                  |
| Il Castoro I serie              | Franco Pecori                        | Vittorio De Sica                                           | 1995 | 22/02/1995 | l'Unità / Il Castoro                  |
| Il Castoro I serie              | Filippo D'Angelo                     | Wim Wenders                                                | 1995 | 01/03/1995 | l'Unità / Il Castoro                  |
| Il Castoro I serie              | Alessandro Bencivenni                | Luchino Visconti                                           | 1995 | 15/03/1995 | l'Unità / Il Castoro                  |
| Il Castoro I serie              | Francesco Minimmi                    | Sergio Leone                                               | 1995 | 22/03/1995 | l'Unità / Il Castoro                  |
| Il Castoro I serie              | Giorgio Tinazzi                      | Michelangelo Antonioni                                     | 1995 | 29/03/1995 | l'Unità / Il Castoro                  |
| Il Castoro I serie              | Claudio M. Valentinetti              | Orson Welles                                               | 1995 | 05/04/1995 | l'Unità / Il Castoro                  |
| Il Castoro I serie              | Flavio De Berardinis                 | Robert Altman                                              | 1995 | 12/04/1995 | l'Unità / Il Castoro                  |
| Il Castoro I serie              | Oreste De Fornari                    | Walt Disney                                                | 1995 | 19/04/1995 | l'Unità / Il Castoro                  |
| Il Castoro I serie              | Serafino Murri                       | Pier Paolo Pasolini                                        | 1995 | 03/05/1995 | l'Unità / Il Castoro                  |
| Il Castoro I serie              | Vito Zagarrio                        | Frank Capra                                                | 1995 | 10/05/1995 | l'Unità / Il Castoro                  |
| Il Castoro I serie              | Alberto Barbera e Umberto Mosca      | François Truffaut                                          | 1995 | 17/05/1995 | l'Unità / Il Castoro                  |
| Il Castoro I serie              | Aldo Tassone                         | Akira Kurosawa                                             | 1995 | 24/05/1995 | l'Unità / Il Castoro                  |
| Il Castoro I serie              | Franco La Polla                      | Steven Spielberg                                           | 1995 | 31/05/1995 | l'Unità / Il Castoro                  |
| Il Castoro I serie              | Franco Ferrini                       | John Ford                                                  | 1995 | 14/06/1995 | l'Unità / Il Castoro                  |
| Il Castoro I serie              | Gian Carlo Bertolina                 | Martin Scorsese                                            | 1995 | 21/06/1995 | l'Unità / Il Castoro                  |
| Il Castoro I serie              | Andrea Martini                       | Fratelli Marx                                              | 1995 | 28/06/1995 | l'Unità / Il Castoro                  |
| Il Castoro I serie              | Vito Zagarrio                        | Francis Ford Coppola                                       | 1995 | 12/07/1995 | l'Unità / Il Castoro                  |
| Il Castoro I serie              | Fabio Carlini                        | Alfred Hitchcock                                           | 1995 | 18/09/1995 | l'Unità / Il Castoro                  |
| Il Castoro I serie              | Giovanna Griffagnini                 | René Clair                                                 | 1995 | 25/09/1995 | l'Unità / Il Castoro                  |
| Il Castoro II serie             | Giorgio Cremonini                    | Buster Keaton                                              | 1995 | 02/10/1995 | l'Unità / Il Castoro                  |
| Il Castoro II serie             | Sergio Trasatti                      | Ingmar Bergman                                             | 1995 | 09/10/1995 | l'Unità / Il Castoro                  |
| Il Castoro II serie             | Sergio Arecco                        | George Lucas                                               | 1995 | 23/10/1995 | l'Unità / Il Castoro                  |
| Il Castoro II serie             | Marco Giusti                         | Stan Laurel e Oliver Hardy                                 | 1995 | 30/10/1995 | l'Unità / Il Castoro                  |
| Il Castoro II serie             | Roberto Nepoti                       | Brian De Palma                                             | 1995 | 06/11/1995 | l'Unità / Il Castoro                  |
| Il Castoro II serie             | Alberto Farassino                    | Jean Luc Godard                                            | 1995 | 13/11/1995 | l'Unità / Il Castoro                  |
| Il Castoro II serie             | Valerio Caprara                      | Sam Peckinpah                                              | 1995 | 20/11/1995 | l'Unità / Il Castoro                  |
| Il Castoro II serie             | Morando Morandini                    | John Huston                                                | 1995 | 27/11/1995 | l'Unità / Il Castoro                  |
| Il Castoro II serie             | Roberto Ellero                       | Ettore Scola                                               | 1995 | 11/12/1995 | l'Unità / Il Castoro                  |
| Il Castoro II serie             | Stefano Rulli Flavio De Berardinis   | Roman Polanski                                             | 1995 | 18/12/1995 | l'Unità / Il Castoro                  |
| Il cinema dei fratelli Marx     | AA.VV.                               | The Cocoanuts                                              | 1992 | 17/10/1992 | l'Unità                               |
| Il cinema dei fratelli Marx     | AA.VV.                               | Animal Crackers                                            | 1992 | 24/10/1992 | l'Unità                               |
| Il cinema dei fratelli Marx     | AA.VV.                               | Monkey Business                                            | 1992 | 31/10/1992 | l'Unità                               |
| Il cinema dei fratelli Marx     | AA.VV.                               | Horse Feathers                                             | 1992 | 07/11/1992 | l'Unità                               |
| Il giallo del lunedì            | Edgar Wallace                        | Maschera bianca                                            | 1992 | 13/07/1992 | l'Unità / Mondadori                   |
| Il giallo del lunedì            | Edgar Wallace                        | I quattro giusti                                           | 1992 | 20/07/1992 | l'Unità / Mondadori                   |
| Il giallo del lunedì            | Edgar Wallace                        | Il mistero delle tre querce                                | 1992 | 27/07/1992 | l'Unità / Mondadori                   |
| Il giallo del lunedì            | Arthur Conan Doyle                   | Il mastino dei Baskerville                                 | 1992 | 03/08/1992 | l'Unità / Mondadori                   |
| Il giallo del lunedì            | Arthur Conan Doyle                   | Il segno dei quattro                                       | 1992 | 10/08/1992 | l'Unità / Mondadori                   |
| Il giallo del lunedì            | Arthur Conan Doyle                   | Uno studio rosso                                           | 1992 | 17/08/1992 | l'Unità / Mondadori                   |
| Il giallo del lunedì            | Arthur Conan Doyle                   | La valle della paura                                       | 1992 | 24/08/1992 | l'Unità / Mondadori                   |
| Il giallo del lunedì            | Edgar Allan Poe                      | Le avventure di Gordon Pym                                 | 1992 | 31/08/1992 | l'Unità / Mondadori                   |
| Il giallo del lunedì            | Edgar Allan Poe                      | Racconti del terrore                                       | 1992 | 07/09/1992 | l'Unità / Mondadori                   |
| Il giallo del lunedì            | S. S. Van Dine                       | La strana morte del signor Benson                          | 1992 | 14/09/1992 | l'Unità / Mondadori                   |
| Il giallo del lunedì            | S. S. Van Dine                       | La canarina assassinata                                    | 1992 | 21/09/1992 | l'Unità / Mondadori                   |
| Il giallo del lunedì            | S. S. Van Dine                       | La fine dei Greene                                         | 1992 | 18/09/1992 | l'Unità / Mondadori                   |
| Illusioni e fantasmi            | Robert Louis Stevenson               | Lo strano caso del dottor Jekyll e mister Hyde             | 1994 | 06/07/1994 | l'Unità / Theoria                     |
| Illusioni e fantasmi            | Cyrano de Bergerac                   | L'altro mondo ovvero stati e imperi della Luna             | 1994 | 13/07/1994 | l'Unità / Theoria                     |
| Illusioni e fantasmi            | Honoré de Balzac                     | L'albergo rosso                                            | 1994 | 20/07/1994 | l'Unità / Theoria                     |
| Illusioni e fantasmi            | Jack London                          | Le mille e una morte                                       | 1994 | 27/07/1994 | l'Unità / Theoria                     |
| Illusioni e fantasmi            | Jane Austen                          | L'abbazia di Northanger                                    | 1994 | 03/08/1994 | l'Unità / Theoria                     |
| Illusioni e fantasmi            | Jerome Klapka Jerome                 | Storie di fantasmi per il dopo cena                        | 1994 | 10/08/1994 | l'Unità / Theoria                     |
| Illusioni e fantasmi            | E.T.A. Hoffmann                      | La signorina Scuderi                                       | 1994 | 17/08/1994 | l'Unità / Theoria                     |
| Illusioni e fantasmi            | Walter Scott                         | Il racconto dello specchio misterioso                      | 1994 | 24/08/1994 | l'Unità / Theoria                     |
| Illusioni e fantasmi            | Johann Wolfgang von Goethe           | La nuova melusina                                          | 1994 | 31/08/1994 | l'Unità / Theoria                     |
| Illusioni e fantasmi            | Horace Walpole                       | Il castello di Otranto                                     | 1994 | 07/09/1994 | l'Unità / Theoria                     |
| Illusioni e fantasmi            | William Polidori                     | Il vampiro                                                 | 1994 | 14/09/1994 | l'Unità / Theoria                     |
| Illusioni e fantasmi            | Edgar Allan Poe                      | Eureka                                                     | 1994 | 21/09/1994 | l'Unità / Theoria                     |
| Illusioni e fantasmi            | Charles Dickens                      | La casa dei fantasmi                                       | 1994 | 28/09/1994 | l'Unità / Theoria                     |
| Illusioni e fantasmi            | Friedrich Schiller                   | Il visionario                                              | 1994 | 05/10/1994 | l'Unità / Theoria                     |
| Illusioni e fantasmi            | William Butler Yeats                 | I racconti di Hanrahan il rosso                            | 1994 | 12/10/1994 | l'Unità / Theoria                     |
| Illusioni e fantasmi            | Henry James                          | Professor Fargo                                            | 1994 | 19/10/1994 | l'Unità / Theoria                     |
| Italiana                        | Italo Svevo                          | Il buon vecchio e la bella fanciulla                       | 1993 | 20/09/1993 | l'Unità                               |
| Italiana                        | Giacomo Casanova                     | Il duello                                                  | 1993 | 27/09/1993 | l'Unità                               |
| Italiana                        | Camillo Boito                        | Senso                                                      | 1993 | 04/10/1993 | l'Unità                               |
| Italiana                        | Alessandro Manzoni                   | Storia della colonna infame                                | 1993 | 11/10/1993 | l'Unità                               |
| Italiana                        | Luigi Pirandello                     | La patente                                                 | 1993 | 18/10/1993 | l'Unità                               |
| Italiana                        | Ugo Foscolo                          | Ultime lettere di Jacopo Ortis                             | 1993 | 25/10/1993 | l'Unità                               |
| Italiana                        | Vittorio Imbriani                    | Dio ne scampi dagli Orsenigo                               | 1993 | 01/11/1993 | l'Unità                               |
| Italiana                        | Federigo Tozzi                       | Tre croci                                                  | 1993 | 08/11/1993 | l'Unità                               |
| Italiana                        | Carlo Collodi                        | Le avventure di Pinocchio                                  | 1993 | 15/11/1993 | l'Unità                               |
| Italiana                        | Giacomo Leopardi                     | Dei costumi degl'Italiani                                  | 1993 | 22/11/1993 | l'Unità                               |
| Italiana                        | Matilde Serao                        | Il ventre di Napoli                                        | 1993 | 29/11/1993 | l'Unità                               |
| Italiana                        | Giovanni Verga                       | Vita dei campi                                             | 1993 | 06/12/1993 | l'Unità                               |
| Italiana                        | Edmondo De Amicis                    | Amore e ginnastica                                         | 1993 | 13/12/1993 | l'Unità                               |
| Italiana                        | Ettore Petrolini                     | Modestia a parte...                                        | 1993 | 20/12/1993 | l'Unità                               |
| JFK                             | Jim Garrison                         | JFK sulle tracce degli assassini I                         | 1993 | 24/11/1993 | l'Unità / Sperling & Kupfer           |
| JFK                             | Jim Garrison                         | JFK sulle tracce degli assassini II                        | 1993 | 01/12/1993 | l'Unità / Sperling & Kupfer           |
| La notte della Repubblica       | Sergio Zavoli                        | La notte della Repubblica I                                | 1993 | 17/01/1994 | l'Unità                               |
| La notte della Repubblica       | Sergio Zavoli                        | La notte della Repubblica II                               | 1993 | 20/01/1994 | l'Unità                               |
| La notte della Repubblica       | Sergio Zavoli                        | La notte della Repubblica III                              | 1993 | 22/01/1994 | l'Unità                               |
| L'ABC della fantascienza        | Isaac Asimov                         | Cronache della galassia                                    | 1993 |            | l'Unità                               |
| L'ABC della fantascienza        | Isaac Asimov                         | Il crollo della galassia centrale                          | 1993 | 03/07/1993 | l'Unità                               |
| L'ABC della fantascienza        | Isaac Asimov                         | L'altra faccia della spirale                               | 1993 | 10/07/1993 | l'Unità                               |
| L'ABC della fantascienza        | Isaac Asimov                         | Paria dei cieli                                            | 1993 | 17/07/1993 | l'Unità                               |
| L'ABC della fantascienza        | Ray Bradbury                         | L'estate incantata                                         | 1993 | 24/07/1993 | l'Unità                               |
| L'ABC della fantascienza        | Ray Bradbury                         | Omicidi di annata                                          | 1993 | 31/07/1993 | l'Unità                               |
| L'ABC della fantascienza        | Ray Bradbury                         | Molto dopo mezzanotte                                      | 1993 | 07/08/1993 | l'Unità                               |
| L'ABC della fantascienza        | Arthur Charles Clarke                | Ombre sulla Luna                                           | 1993 | 14/08/1993 | l'Unità                               |
| L'ABC della fantascienza        | Arthur Charles Clarke                | La città e le stelle                                       | 1993 |            | l'Unità                               |
| L'ABC della fantascienza        | Arthur Charles Clarke                | Preludio allo spazio                                       | 1993 |            | l'Unità                               |
| Maigret                         | Georges Simenon                      | L'affare Picpus                                            | 1993 | 28/06/1993 | l'Unità                               |
| Maigret                         | Georges Simenon                      | La chiusa n. 1                                             | 1993 | 05/07/1993 | l'Unità                               |
| Maigret                         | Georges Simenon                      | Le due pipe di Maigret                                     | 1993 | 12/07/1993 | l'Unità                               |
| Maigret                         | Georges Simenon                      | I testimoni reticenti                                      | 1993 | 19/07/1993 | l'Unità                               |
| Maigret                         | Georges Simenon                      | Il corpo senza testa                                       | 1993 | 26/07/1993 | l'Unità                               |
| Maigret                         | Georges Simenon                      | Maigret ha un dubbio                                       | 1993 | 02/08/1993 | l'Unità                               |
| Maigret                         | Georges Simenon                      | Maigret è solo                                             | 1993 | 09/08/1993 | l'Unità                               |
| Maigret                         | Georges Simenon                      | La trappola di Maigret                                     | 1993 | 23/08/1993 | l'Unità                               |
| Maigret                         | Georges Simenon                      | Scacco a Maigret                                           | 1993 | 30/08/1993 | l'Unità                               |
| Maigret                         | Georges Simenon                      | Maigret si diverte                                         | 1993 | 06/09/1993 | l'Unità                               |
| Maigret                         | Georges Simenon                      | Una confidenza di Maigret                                  | 1993 | 13/09/1993 | l'Unità                               |
| Mongolfiere                     | Jules Verne                          | Il giro del mondo in 80 giorni                             | 1993 | 18/09/1993 | l'Unità                               |
| Mongolfiere                     | Louisa May Alcott                    | Piccole donne I                                            | 1993 | 02/10/1993 | l'Unità                               |
| Mongolfiere                     | Louisa May Alcott                    | Piccole donne II                                           | 1993 | 09/10/1993 | l'Unità                               |
| Mongolfiere                     | Lewis Carroll                        | Alice nel paese delle meraviglie                           | 1993 | 16/10/1993 | l'Unità                               |
| Mongolfiere                     | Mark Twain                           | Le avventure di Huckleberry Finn I                         | 1993 | 23/10/1993 | l'Unità                               |
| Mongolfiere                     | Mark Twain                           | Le avventure di Huckleberry Finn II                        | 1993 | 30/10/1993 | l'Unità                               |
| Mongolfiere                     | Ferenc Molnár                        | I ragazzi della via Paal                                   | 1993 | 06/11/1993 | l'Unità                               |
| Mongolfiere                     | Jerome K. Jerome                     | Tre uomini in barca                                        | 1993 | 20/11/1993 | l'Unità                               |
| Mongolfiere                     | James Matthew Barrie                 | Peter Pan                                                  | 1993 | 20/11/1993 | l'Unità                               |
| Mongolfiere                     | Charles Dickens                      | Il grillo del focolare                                     | 1993 | 27/11/1993 | l'Unità                               |
| Mongolfiere                     | Jonathan Swift                       | I viaggi di Gulliver I                                     | 1993 | 04/12/1993 | l'Unità                               |
| Mongolfiere                     | Jonathan Swift                       | I viaggi di Gulliver II                                    | 1993 | 11/12/1993 | l'Unità                               |
| Nuovo testamento                | AA.VV.                               | Vangelo secondo Matteo, Vangelo secondo Marco              | 1994 | 16/11/1994 | l'Unità                               |
| Nuovo testamento                | AA.VV.                               | Vangelo secondo Luca, Vangelo secondo Giovanni             | 1994 | 23/11/1994 | l'Unità                               |
| Nuovo testamento                | AA.VV.                               | Atti degli Apostoli                                        | 1994 | 30/11/1994 | l'Unità                               |
| Nuovo testamento                | AA.VV.                               | Lettere I                                                  | 1994 | 07/12/1994 | l'Unità                               |
| Nuovo testamento                | AA.VV.                               | Lettere II                                                 | 1994 | 14/12/1994 | l'Unità                               |
| Nuovo testamento                | AA.VV.                               | Apocalisse di Giovanni                                     | 1994 | 21/12/1994 | l'Unità                               |
| Pittori                         | Valerio Terraroli                    | Correggio                                                  | 1991 |            | Elemond arte                          |
| Pittori                         | Cecilia Prete                        | Mirò                                                       | 1991 |            | Elemond arte                          |
| Pittori                         | Stefano Zuffi                        | Giotto                                                     | 1991 |            | Elemond arte                          |
| Pittori                         | Stefano Zuffi                        | Leonardo                                                   | 1991 |            | Elemond arte                          |
| Pittori                         | Stefano Zuffi                        | Tiziano                                                    | 1991 |            | Elemond arte                          |
| Pittori                         | Stefano Zuffi                        | Michelangelo                                               | 1991 |            | Elemond arte                          |
| Pittori                         | Stefano Zuffi                        | Raffaello                                                  | 1991 |            | Elemond arte                          |
| Pittori                         | Stefano Zuffi                        | Caravaggio                                                 | 1991 |            | Elemond arte                          |
| Pittori                         | Stefano Zuffi                        | Mantegna                                                   | 1991 |            | Elemond arte                          |
| Pittori                         | Stefano Zuffi                        | Piero della Francesca                                      | 1991 |            | Elemond arte                          |
| Pittori                         | Stefano Zuffi                        | Bellini                                                    | 1991 |            | Elemond arte                          |
| Pittori                         | Stefano Zuffi                        | Giorgione                                                  | 1991 |            | Elemond arte                          |
| Pittori                         | Stefano Zuffi                        | Carpaccio                                                  | 1991 |            | Elemond arte                          |
| Pittori                         | Alberto Cottino                      | Canaletto                                                  | 1991 |            | Elemond arte                          |
| Pittori                         | Piera Giovanna Tordella              | Kandinskij                                                 | 1991 |            | Elemond arte                          |
| Pittori                         | Alfonso Panzetta                     | Picasso                                                    | 1991 |            | Elemond arte                          |
| Pittori                         | Franco Ambrosio                      | Giulio Romano                                              | 1991 |            | Elemond arte                          |
| Pittori                         | Stefano Zuffi                        | Veronese                                                   | 1992 |            | Elemond arte                          |
| Pittori                         | Stefano Zuffi                        | Tintoretto                                                 | 1992 |            | Elemond arte                          |
| Pittori                         | Gabriele Crepaldi                    | Van Gogh                                                   | 1992 |            | Elemond arte                          |
| Pittori                         | Maria Perosino                       | Renoir                                                     | 1992 |            | Elemond arte                          |
| Pittori                         | Stefano Zuffi                        | Guercino                                                   | 1992 |            | Elemond arte                          |
| Pittori                         | Stefano Zuffi                        | Lotto                                                      | 1992 |            | Elemond arte                          |
| Pittori                         | Franco Ambrosio                      | Giulio Romano                                              | 1992 |            | Elemond arte                          |
| Pittori                         | Franco Ambrosio                      | Masaccio                                                   | 1992 |            | Elemond arte                          |
| Pittori                         | Cecilia Prete                        | Gauguin                                                    | 1992 |            | Elemond arte                          |
| Pittori                         | Maria Perosino                       | Toulouse-Lautrec                                           | 1992 |            | Elemond arte                          |
| Pittori                         | Virginia Bertone                     | Degas                                                      | 1992 |            | Elemond arte                          |
| Pittori                         | Virginia Bertone                     | De Chirico                                                 | 1992 |            | Elemond arte                          |
| Pittori                         | Roberta Bernabei                     | Cezanne                                                    | 1992 |            | Elemond arte                          |
| Pittori                         | Marco Albertario                     | Botticelli                                                 | 1992 |            | Elemond arte                          |
| Racconti (Collana senza nome)   | Mark Twain                           | Il diario di Adamo ed Eva e altri racconti                 | 1997 |            | l'Unità / Mondadori                   |
| Racconti (Collana senza nome)   | Ivan Turgenev                        | Primo amore                                                | 1997 |            | l'Unità / Sellerio                    |
| Racconti (Collana senza nome)   | Robert Louis Stevenson               | Il padiglione sulle dune                                   | 1997 |            | l'Unità                               |
| Racconti (Collana senza nome)   | Tommaso Landolfi                     | La muta - Mano rubata                                      | 1997 |            | l'Unità / Adelphi                     |
| Racconti (Collana senza nome)   | E.T.A. Hoffmann                      | Suor Monika                                                | 1997 |            | l'Unità / ES                          |
| Racconti (Collana senza nome)   | Friedrich Dürrenmatt                 | Il minotauro                                               | 1997 |            | l'Unità / Marcos y Marcos             |
| Racconti (Collana senza nome)   | Joseph Conrad                        | Un briciolo di fortuna                                     | 1997 |            | l'Unità / Einaudi                     |
| Racconti (Collana senza nome)   | Agatha Christie                      | Testimone d'accusa                                         | 1997 |            | l'Unità / Mondadori                   |
| Racconti (Collana senza nome)   | Karen Blixen                         | Il campo del dolore                                        | 1997 |            | l'Unità / Adelphi                     |
| Racconti (Collana senza nome)   | Georges Bataille                     | Storia dell'occhio                                         | 1997 |            | l'Unità / Gremese                     |
| Racconti (Collana senza nome)   | Wolfang Goethe                       | Favola                                                     | 1997 |            | l'Unità / Adelphi                     |
| Sciascia                        | Leonardo Sciascia                    | Fatti diversi di storia letteraria e civile I              | 1993 | 20/10/1993 | l'Unintà / Sellerio                   |
| Sciascia                        | Leonardo Sciascia                    | Fatti diversi di storia letteraria e civile II             | 1993 | 27/10/1993 | l'Unintà / Sellerio                   |
| Sciascia                        | Leonardo Sciascia                    | Cronachette                                                | 1993 | 03/11/1993 | l'Unintà / Sellerio                   |
| Sciascia                        | Leonardo Sciascia                    | Per un ritratto dello scrittore giovane                    | 1993 | 20/10/1993 | l'Unintà / Sellerio                   |
| Scrittori tradotti da scrittori | Franz Kafka                          | Il processo                                                | 1996 | 12/02/1996 | l'Unità / Einaudi                     |
| Scrittori tradotti da scrittori | Thomas Mann                          | La morte a Venezia                                         | 1996 | 19/02/1996 | l'Unità / Einaudi                     |
| Scrittori tradotti da scrittori | Jules Verne                          | Viaggio al centro della Terra                              | 1996 | 26/02/1996 | l'Unità / Einaudi                     |
| Scrittori tradotti da scrittori | Petronio                             | Satyricon                                                  | 1996 | 04/03/1996 | l'Unità / Einaudi                     |
| Scrittori tradotti da scrittori | Charles-Louis Philippe               | Bubu di Montparnasse                                       | 1996 | 11/03/1996 | l'Unità / Einaudi                     |
| Scrittori tradotti da scrittori | Christopher Morley                   | Il Cavallo di Troia                                        | 1996 | 18/03/1996 | l'Unità / Einaudi                     |
| Scrittori tradotti da scrittori | E.T.A. Hoffmann                      | Mastro Pulce                                               | 1996 | 25/03/1996 | l'Unità / Einaudi                     |
| Scrittori tradotti da scrittori | Guy de Maupassant                    | L'eredità                                                  | 1996 | 01/04/1996 | l'Unità / Einaudi                     |
| Scrittori tradotti da scrittori | Gustave Flaubert                     | L'educazione sentimentale I                                | 1996 | 06/05/1996 | l'Unità / Einaudi                     |
| Scrittori tradotti da scrittori | Gustave Flaubert                     | L'educazione sentimentale II                               | 1996 |            | l'Unità / Einaudi                     |
| Scrittori tradotti da scrittori | Eschilo                              | L'Orestiade                                                | 1996 |            | l'Unità / Einaudi                     |
| Sfascio-Regime-Intrigo          | Giampaolo Pansa                      | Lo sfascio                                                 | 1993 | 22/04/1993 | l'Unità / Sperling & Kupfer           |
| Sfascio-Regime-Intrigo          | Giampaolo Pansa                      | L'intrigo                                                  | 1993 | 29/04/1993 | l'Unità / Sperling & Kupfer           |
| Sfascio-Regime-Intrigo          | Giampaolo Pansa                      | Il regime                                                  | 1993 | 06/05/1993 | l'Unità / Sperling & Kupfer           |
| Storie di mare                  | Herman Melville                      | Moby Dick I                                                | 1993 | 13/05/1993 | l'Unità                               |
| Storie di mare                  | Herman Melville                      | Moby Dick II                                               | 1993 | 20/05/1993 | l'Unità                               |
| Storie di mare                  | Herman Melville                      | Moby Dick III                                              | 1993 | 27/05/1993 | l'Unità                               |
| Storie di mare                  | Robert Louis Stevenson               | L'isola del tesoro                                         | 1993 | 03/06/1993 | l'Unità                               |
| Storie di mare                  | Herman Melville                      | Billy Budd                                                 | 1993 | 10/06/1993 | l'Unità                               |
| Storie di mare                  | Joseph Conrad                        | Tifone                                                     | 1993 | 17/06/1993 | l'Unità                               |
| Storie di mare                  | Joseph Rudyard Kipling               | Capitani coraggiosi                                        | 1993 | 24/06/1993 | l'Unità                               |
| Tra cronaca e storia            | Michele Santoro                      | Oltre Samarcanda                                           | 1994 | 21/02/1994 | l'Unità / Sperling & Kupfer           |
| Tra cronaca e storia            | Giorgio Bocca                        | Il padrone in redazione                                    | 1994 | 26/02/1994 | l'Unità / Sperling & Kupfer           |
| Tra cronaca e storia            | Corrado Stajano                      | Il sovversivo                                              | 1994 | 28/02/1994 | l'Unità / Sperling & Kupfer           |
| Tra cronaca e storia            | Rodolfo Brancoli                     | In nome della lobby                                        | 1994 | 05/03/1994 | l'Unità / Sperling & Kupfer           |
| Tra cronaca e storia            | Giampaolo Pansa                      | I Bugiardi I                                               | 1994 | 12/03/1994 | l'Unità / Sperling & Kupfer           |
| Tra cronaca e storia            | Giampaolo Pansa                      | I Bugiardi II                                              | 1994 | 14/03/1994 | l'Unità / Sperling & Kupfer           |
| Tra cronaca e storia            | Furio Colombo                        | Scene da una vittoria                                      | 1999 | 16/03/1994 | l'Unità / Sperling & Kupfer           |
| Tra cronaca e storia            | Nando dalla Chiesa                   | Milano-Palermo: la nuova resistenza                        | 1994 | 19/03/1994 | l'Unità / Sperling & Kupfer           |
| Tra cronaca e storia            | Giorgio Manzini                      | Indagine su un brigatista rosso                            | 1994 | 21/03/1994 | l'Unità / Sperling & Kupfer           |
| Tra cronaca e storia            | Andrea Barbato                       | Cartoline                                                  | 1994 | 23/03/1994 | l'Unità / Sperling & Kupfer           |
| Tra cronaca e storia            | Gianni Minà                          | Fidel                                                      | 1994 | 30/03/1994 | l'Unità / Sperling & Kupfer           |
| Tra cronaca e storia            | Giovanni Bianconi                    | A mano armata                                              | 1991 | 16/07/1994 | l'Unità / Sperling & Kupfer           |
| Zeppelin                        | AA.VV.                               | Roma                                                       | 1997 | 12/03/1997 |                                       |
| Zeppelin                        | AA.VV.                               | Parma                                                      | 1997 | 26/03/1997 |                                       |
| Zeppelin                        | AA.VV.                               | Venezia                                                    | 1997 | 09/04/1997 |                                       |
| Zeppelin                        | AA.VV.                               | Milano                                                     | 1997 | 16/04/1997 |                                       |
| Zeppelin                        | AA.VV.                               | Palermo                                                    | 1997 | 23/04/1997 |                                       |
| Fuori collana                   | Alberto Menichelli                   | In auto con Berlinguer                                     |      |            | l'Unità / Nuova Iniziativa Editoriale |

### Film
Dal 28 gennaio 1995 è il secondo giornale italiano (dopo una pionieristica esperienza di Paese Sera) ad allegare film in VHS ogni sabato pressoché ininterrottamente per tre anni.
Serie Capolavori italiani (28 gennaio - 26 agosto 1995)
- 1 - Ultimo tango a Parigi
- 2 - Il sorpasso
- 3 - Bianca
- 4 - Una giornata particolare
- 5 - Non ci resta che piangere
- 6 - Sacco e Vanzetti
- 7 - Totò a colori
- 8 - Il ladro di bambini
- 9 - Per un pugno di dollari
- 10 - Blow-Up
- 11 - Indagine su un cittadino al di sopra di ogni sospetto
- 12 - Ricomincio da tre
- 13 - Germania anno zero
- 14 - La grande guerra
- 15 - Uccellacci e uccellini
- 16 - Berlinguer ti voglio bene
- 17 - Il grande cocomero
- 18 - Ecce bombo
- 19 - La battaglia di Algeri
- 20 - Il caso Mattei
- 21 - Un americano a Roma
- 22 - Il muro di gomma
- 23 - Straziami ma di baci saziami
- 24 - Fantozzi
- 25 - Bellissima
- 26 - Nell'anno del Signore
- 27 - L'armata Brancaleone
- 28 - Audace colpo dei soliti ignoti
- 29 - Il Decameron
- 30 - Riusciranno i nostri eroi a ritrovare l'amico misteriosamente scomparso in Africa?

Serie Americana (9 settembre 1995 - 25 maggio 1996)
- 1 - Easy Rider
- 2 - Incontri ravvicinati del terzo tipo (edizione speciale)
- 3 - Il grande freddo
- 4 - Il laureato
- 5 - Soldato blu
- 6 - Taxi Driver
- 7 - Platoon
- 8 - Il dottor Stranamore - Ovvero: come ho imparato a non preoccuparmi e ad amare la bomba
- 9 - Omicidio a luci rosse
- 10 - I tre giorni del Condor
- 11 - Momenti di gloria
- 12 - Il cacciatore
- 13 - Un uomo chiamato Cavallo
- 14 - Serpico
- 15 - Frankenstein Junior
- 16 - Hannah e le sue sorelle
- 17 - Gli uomini preferiscono le bionde
- 18 - Stand by Me - Ricordo di un'estate
- 19 - Fronte del porto
- 20 - Il piccolo grande uomo
- 21 - Cotton Club
- 22 - Butch Cassidy
- 23 - Cabaret
- 24 - Come eravamo
- 25 - Vestito per uccidere
- 26 - M.A.S.H.
- 27 - Fuga di mezzanotte
- 28 - Un lupo mannaro americano a Londra
- 29 - Sesso, bugie e videotape
- fuori collana - Novecento atto I
- fuori collana - Novecento atto II
- 30 - La rosa purpurea del Cairo
- 31 - Tutti gli uomini del presidente
- 32 - Giulia
- 33 - Il braccio violento della legge
- 34 - Un uomo da marciapiede
- 35 - Brivido caldo
- 36 - Un mercoledì da leoni

Serie Cinema Italia (1º giugno - 7 settembre 1996)
- 1 - Il piccolo diavolo
- 2 - Scusate il ritardo
- 3 - C'eravamo tanto amati
- 4 - La dolce vita
- 5 - Mediterraneo
- 6 - I soliti ignoti
- 7 - La notte di San Lorenzo
- 8 - La grande abbuffata
- 9 - Miracolo a Milano
- 10 - Borotalco
- 11 - I vitelloni
- 12 - I mostri
- 13 - Il vigile
- 14 - Mignon è partita
- 15 - Palombella rossa

Serie Introvabili (14 settembre - 19 ottobre 1996)
- Jules e Jim
- I ragazzi della 56ª strada
- Fragole e sangue
- Il pranzo di Babette
- The Elephant Man
- Professione: reporter

Serie Il cinema di Sergio Leone (26 ottobre - 23 novembre 1996)
- 1 - Giù la testa
- 2 - C'era una volta il West
- 3 - Per qualche dollaro in più
- 4 - Il colosso di Rodi
- 5 - Il buono, il brutto, il cattivo

Serie Introvabili (ripresa) (30 novembre - 28 dicembre 1996)
- Salò o le 120 giornate di Sodoma
- Qualcuno volò sul nido del cuculo
- Quinto potere
- Maledetto il giorno che t'ho incontrato
- Amadeus

Serie Marilyn Monroe (4 - 25 gennaio 1997)
- 1 - Facciamo l'amore
- 2 - Quando la moglie è in vacanza
- 3 - Niagara
- 4 - Come sposare un milionario

Serie Marcello Mastroianni (1 - 22 febbraio 1997)
- 1 - Divorzio all'italiana
- 2 - 8½
- 3 - Il bell'Antonio
- 4 - Che ora è

Serie Libro e film (1 - 29 marzo 1997)
- Tom Jones
- I duellanti
- Nosferatu il vampiro
- Il diario di Anna Frank
- Picnic ad Hanging Rock

Serie Introvabili (seconda ripresa) (5 - 26 aprile 1997)
- Nashville
- Sette ore di guai
- La legge del desiderio
- I sette samurai

Serie 50º festival di Cannes (3 - 31 maggio 1997)
- Z - L'orgia del potere
- Il Gattopardo
- Terra e libertà
- L'odio
- Otello

Serie Italiani (7 - 28 giugno 1997)
- Amarcord
- Ladri di biciclette
- Zabriskie point
- Riso amaro

Serie Brividi d'estate (5 - 26 luglio 1997)
- Profondo rosso
- La casa dalle finestre che ridono
- Papillon
- L'invasione degli ultracorpi

Serie Film, storie d'Italia (2 agosto - 20 settembre 1997)
- Sciuscià
- Roma città aperta
- Paisà
- Salvatore Giuliano
- La scorta
- Il caso Moro
- Un eroe borghese

Serie Cinema l'U (27 settembre 1997 - 30 maggio 1998)
- Ombre rosse
- L'ultimo imperatore
- Lo spaccone
- Donne sull'orlo di una crisi di nervi
- Il giorno più lungo
- Ferie d'agosto
- Smoke
- Le mani sulla città
- Excalibur
- Tora! Tora! Tora!
- Matrimonio all'italiana
- Lisbon Story
- Il grande dittatore
- Tempi moderni
- Il circo
- Monsieur Verdoux
- La canzone di Carla
- La signora della porta accanto
- Anni di piombo
- Thelma & Louise
- True Lies
- The Abyss
- Kagemusha - L'ombra del guerriero
- Riccardo III
- Enrico V
- Amleto
- Molto rumore per nulla
- Michael Collins
- Il mucchio selvaggio
- Mars Attacks!
- Gioventù bruciata

Altri titoli de l'Unità cinema (1996-1997)
- Quarto potere
- La cosa
- Lo schermo a tre punte
- Decalogo